# いろはに千鳥
『いろはに千鳥』（いろはにちどり）は、テレビ埼玉（テレ玉）製作のバラエティ番組・旅番組。千鳥の冠番組。

## 概要
千鳥が関東エリアをぶらりと巡りながら地元の美味いものを聞き込み調査し、低予算の中で絶品グルメにありつこうと奮闘する街ブラトークバラエティである。番組の最後に即興で「いろはカルタ」を作成し番組を締めるのが恒例。お笑いコンビの千鳥が東京進出後に初めて持った冠番組である。
番組の特徴として、7〜8週分を1日にまとめ撮りすることがあげられる。このことは、千鳥自身も全国放送の番組でネタにしている。
当初は1クールで終了したが、番組終了後に続編を希望する声が数多く寄せられ、2014年7月22日よりシーズン2が放送されることが決定した。また、シーズン2の最終回ではシーズン3の開始を予告した。また、本番組の成功を受け、関東地区の独立局で吉本興業所属タレントによる冠番組が次々と制作されるようになった。
番組を放送している全国のテレビ局数は2020年以降、25局程度で推移している。25局とした場合、継続中の独立局制作番組としては最多クラスである。また、BSよしもとやCSのチャンネルNECOなどでも放送実績がある。
2021年7月6日放送分からは民放各社が共同運営している公式の動画配信サービス「TVer」での配信が開始された。なお、番組は日本テレビが運営している無料動画配信サービス「日テレ無料TADA!」に供給しており、TVerでは更にその供給を受ける形で配信されている。2022年～2024年、TVerでの在京・在阪局以外制作ローカル番組の中で年間再生数1位の番組に贈られる「TVerアワード特別賞（ローカル）」を3年連続受賞。
2016年4月5日からシーズン5が始まるはずだったが、これはスタッフの数え間違いによりシーズン6ということになっている。よって、シーズン5は欠番扱いとなっている。
2017年4月1日から再放送を開始。同年12月28日に初の特番、『祝・5年目突入スペシャル「いろはに千鳥ファンクラブ」』が放送された。
2019年に発生した新型コロナウイルス感染症の流行に伴い、2020年春以降、番組の根幹であるロケ収録（特に県境をまたぐ移動となる埼玉県内でのロケ）が大きく制限される事態に陥ったが、吉本興業東京本社で吉本の若手や同期を招いてのトークやクイズ企画、料理に合う調味料を決める「○○びしゃがけ選手権」などの企画でしのぐようになった。その後、感染対策が緩和され、2022年6月（放送は9月）に埼玉県内でのロケは再開されたが、その間に千鳥が埼玉県へ移動する時間さえ惜しい売れっ子になったこともあり、吉本本社での収録企画とロケ企画が並行して行われ、ロケの場合も都内を回る企画が中心となった。

## レギュラー出演
- 千鳥（大悟、ノブ）

シーズン3（#35）にて、ロケで訪れた占い師から2人の芸名をそれぞれ「ダイ山本」「のぶ小池」に、コンビ名を「いろはに千鳥」にする改名を提案され、改名こそしなかったものの、以降、番組内では毎回このコンビ名・芸名で紹介される。
- 天津木村

初登場（#89）のゴルフ企画で番組レギュラーを賭けたパーパットを2度成功させ、以降、番組内では準レギュラー扱いで出演。
- スパイク小川

通常回（シーズン3以降）ではナレーションを担当するのみだが、傑作選（ビギナーズプレイバックなど）の案内役として番組冒頭に顔出し出演することがある。

## 主なゲスト出演
- ミサイルマン岩部

岩部が「武将様」に扮して千鳥の2人を巻き込むロケコント（武将様劇場）を展開する。また、ギャロップとコラボしたこともあった。
- おしみんまる

「犬の心押見」時代の2014年（#24）から出演。「離婚回避企画」のロケの最後にすでに離婚していたことを告白したり、当番組をきっかけに芸名を「押見トランス」から「おしみんまる」に再改名したり するなどしている。
- ダイアン

当番組をきっかけに、ユースケが芸名を本名の西澤裕介から改名した。
- 5GAP

ダイアンらと同様に、それまで本名と同一だった2人の芸名を「クボケン」「トモ」に改名した。
- トータルテンボス

ほか

## 放送リスト
| シーズン1（2014年1月～） | シーズン1（2014年1月～） | シーズン1（2014年1月～）             | シーズン1（2014年1月～）     | シーズン1（2014年1月～） | シーズン1（2014年1月～） | シーズン1（2014年1月～） |
| 放送回                   | 放送日（テレ玉）         | タイトル                             | ロケ地                       | ロケ本数                 | DVD収録                  | ゲスト                   |
| ------------------------ | ------------------------ | ------------------------------------ | ---------------------------- | ------------------------ | ------------------------ | ------------------------ |
| 第0回                    | 2014年1月10日            | 千鳥の関東初冠番組スタート           | 埼玉県さいたま市浦和区、南区 | 4本撮り                  | 「い」巻                 |                          |
| 第1回                    | 2014年1月17日            | 千鳥の衣装選び                       | 埼玉県さいたま市大宮区       | 4本撮り                  | 「い」巻                 |                          |
| 第2回                    | 2014年1月24日            | 芋にまつわるエトセトラ               | 埼玉県川越市                 | 4本撮り                  | 「い」巻                 |                          |
| 第3回                    | 2014年1月31日            | 夜の川越、二人反省会                 | 埼玉県川越市                 | 4本撮り                  | 「い」巻                 |                          |
| 第4回                    | 2014年2月7日             | 情熱の千葉                           | 千葉県館山市                 | 6本撮り                  | 「ろ」巻                 |                          |
| 第5回                    | 2014年2月14日            | 衝撃のグルメツアー                   | 千葉県館山市                 | 6本撮り                  | 「ろ」巻                 | ゴールデンボーイズ       |
| 第6回                    | 2014年2月21日            | ダチョウ王国の逆襲?                  | 千葉県袖ケ浦市               | 6本撮り                  | 「ろ」巻                 |                          |
| 第7回                    | 2014年2月28日            | ドイツ村の奇跡                       | 千葉県袖ケ浦市               | 6本撮り                  | 「ろ」巻                 |                          |
| 第8回                    | 2014年3月7日             | 芸人モール?! 千鳥×ジャングルポケット | 千葉県千葉市                 | 6本撮り                  | 「は」巻                 | ジャングルポケット       |
| 第9回                    | 2014年3月14日            | 大興奮の夜、ダンス&トーク            | 千葉県習志野市 千葉県船橋市  | 6本撮り                  | 「は」巻                 |                          |
| 第10回                   | 2014年3月21日            | 起死回生の万馬券?                    | 神奈川県川崎市               | 2本撮り                  | 「は」巻                 |                          |
| 第11回                   | 2014年3月28日            | 千鳥の大反省会                       | 神奈川県川崎市               | 2本撮り                  | 「は」巻                 |                          |

| シーズン2（2014年7月～） | シーズン2（2014年7月～） | シーズン2（2014年7月～）                                      | シーズン2（2014年7月～）              | シーズン2（2014年7月～） | シーズン2（2014年7月～） | シーズン2（2014年7月～） |
| 放送回                   | 放送日（テレ玉）         | タイトル                                                      | ロケ地                                | ロケ本数                 | DVD収録                  | ゲスト                   |
| ------------------------ | ------------------------ | ------------------------------------------------------------- | ------------------------------------- | ------------------------ | ------------------------ | ------------------------ |
| 第12回                   | 2014年7月22日            | ついに復活!いろはに千鳥                                       | 東京都新宿区 （吉本興業東京本社）     | -                        | 「に」巻                 |                          |
| 第13回                   | 2014年7月29日            | 驚異の8本撮り?!埼玉ロケスタート!                              | 埼玉県大里郡寄居町 埼玉県児玉郡美里町 | 7本撮り                  | 「に」巻                 |                          |
| 第14回                   | 2014年8月5日             | ダチョウにリベンジ!からのよだれダコ見参。                     | 埼玉県児玉郡美里町                    | 7本撮り                  | 「に」巻                 |                          |
| 第15回                   | 2014年8月12日            | ふっかちゃんの街で衣装がリニューアル!?                        | 埼玉県深谷市                          | 7本撮り                  | 「に」巻                 |                          |
| 第16回                   | 2014年8月19日            | 暑いぞ熊谷、激辛からの激クール!                               | 埼玉県熊谷市                          | 7本撮り                  | 「ほ」巻                 |                          |
| 第17回                   | 2014年8月26日            | 母さんの味「フライ」と旨さ爆発、鉄剣タロー!                   | 埼玉県行田市                          | 7本撮り                  | 「ほ」巻                 |                          |
| 第18回                   | 2014年9月2日             | ウィーラブ、デジャヴ?大宮!!〜新劇場へ乱入からの新衣装ゲット〜 | 埼玉県さいたま市大宮区                | 7本撮り                  | 「ほ」巻                 |                          |
| 第19回                   | 2014年9月9日             | 川口に出現、ゴジラとスギちゃん?〜7本どりの結末〜              | 埼玉県川口市                          | 7本撮り                  | 「ほ」巻                 |                          |
| 第20回                   | 2014年9月16日            | キャラの宝庫…楽しき羽生の宿。〜池とグルメと腕相撲?〜          | 埼玉県羽生市                          | 3本撮り                  | 「へ」巻                 |                          |
| 第21回                   | 2014年9月23日            | 負けられない戦いがむさしの村にある?                           | 埼玉県加須市                          | 3本撮り                  | 「へ」巻                 |                          |
| 第22回                   | 2014年9月30日            | 醤遊王国で大反省会                                            | 埼玉県日高市                          | 3本撮り                  | 「へ」巻                 |                          |

| シーズン3（2014年11月～） | シーズン3（2014年11月～） | シーズン3（2014年11月～）              | シーズン3（2014年11月～）          | シーズン3（2014年11月～） | シーズン3（2014年11月～） | シーズン3（2014年11月～）                                                           |
| 放送回                    | 放送日（テレ玉）          | タイトル                               | ロケ地                             | ロケ本数                  | DVD収録                   | ゲスト                                                                              |
| ------------------------- | ------------------------- | -------------------------------------- | ---------------------------------- | ------------------------- | ------------------------- | ----------------------------------------------------------------------------------- |
| 第23回                    | 2014年11月4日             | 待望のシーズン3スタート!               | 東京都新宿区 （吉本興業東京本社）  | -                         | -                         |                                                                                     |
| 第24回                    | 2014年11月11日            | いざ8本どりへ! 〜大宮PR作戦〜          | 埼玉県さいたま市大宮区             | 8本撮り                   | 「と」巻                  | 犬の心                                                                              |
| 第25回                    | 2014年11月18日            | 集え、大宮芸人!! 〜大宮PR作戦2〜       | 埼玉県さいたま市大宮区             | 8本撮り                   | 「と」巻                  | 犬の心 えんにち GAG少年楽団 サカイスト タモンズ ブロードキャスト!! マヂカルラブリー |
| 第26回                    | 2014年11月25日            | ゲキアツ?酵素風呂                      | 埼玉県狭山市                       | 8本撮り                   | 「と」巻                  |                                                                                     |
| 第27回                    | 2014年12月2日             | 素敵ネイルで大変身                     | 埼玉県所沢市                       | 8本撮り                   | 「と」巻                  |                                                                                     |
| 第28回                    | 2014年12月9日             | 才能開花!千鳥のピンポン勝負            | 埼玉県所沢市                       | 8本撮り                   | 「ち」巻                  |                                                                                     |
| 第29回                    | 2014年12月16日            | 暗闇の朝霞ロード                       | 埼玉県朝霞市                       | 8本撮り                   | 「ち」巻                  | 東野幸治                                                                            |
| 第30回                    | 2014年12月23日            | 蕨で日サロ 〜ええですかの真価〜        | 埼玉県川口市                       | 8本撮り                   | 「ち」巻                  |                                                                                     |
| 第31回                    | 2014年12月30日            | ダンスインザダーク? 〜8本撮りの結末〜  | 埼玉県蕨市                         | 8本撮り                   | 「ち」巻                  |                                                                                     |
| 第32回                    | 2015年1月6日              | そうだ、公園へ行こう!                  | 埼玉県鴻巣市                       | 4本撮り                   | 「り」巻                  |                                                                                     |
| 第33回                    | 2015年1月13日             | スポンサー獲得大作戦!運命の会社見学!   | 埼玉県桶川市                       | 4本撮り                   | 「り」巻                  |                                                                                     |
| 第34回                    | 2015年1月20日             | 愛の卓球リベンジマッチ                 | 埼玉県桶川市                       | 4本撮り                   | 「り」巻                  |                                                                                     |
| 第35回                    | 2015年1月27日             | 運命が変わる!?占われる千鳥の未来       | 埼玉県北本市                       | 4本撮り                   | 「り」巻                  |                                                                                     |
| 第36回                    | 2015年2月3日              | RGあるあるイベントにお邪魔する回(前編) | 東京都新宿区 （ルミネTHEよしもと） | 2本撮り                   | -                         | DJ KELLY（ギャロップ毛利） 武将様（ミサイルマン岩部） レイザーラモンRG              |
| 第37回                    | 2015年2月10日             | RGあるあるイベントにお邪魔する回(後編) | 東京都新宿区 （ルミネTHEよしもと） | 2本撮り                   | -                         | DJ KELLY（ギャロップ毛利） 武将様（ミサイルマン岩部） レイザーラモンRG              |
| 第38回                    | 2015年2月17日             | 追い求めた“美”とその記録               | 埼玉県越谷市                       | 4本撮り                   | 「ぬ」巻                  |                                                                                     |
| 第39回                    | 2015年2月24日             | 大宮でDIY!あの方から本気のレクチャー   | 埼玉県さいたま市西区               | 4本撮り                   | 「ぬ」巻                  | 本坊元児（ソラシド）                                                                |
| 第40回                    | 2015年3月3日              | 夢中!大興奮!上尾でおもしろゲーム発見!  | 埼玉県上尾市                       | 4本撮り                   | 「ぬ」巻                  |                                                                                     |
| 第41回                    | 2015年3月10日             | ロケの極み!草加でノーカットロケに挑戦! | 埼玉県草加市                       | 4本撮り                   | 「ぬ」巻                  |                                                                                     |
| 第42回                    | 2015年3月17日             | ご褒美グルメをかけて真剣レース対決!    | 茨城県石岡市                       | 3本撮り                   | 「る」巻                  |                                                                                     |
| 第43回                    | 2015年3月24日             | つくば市で感じる犬の気持ち。           | 茨城県つくば市                     | 3本撮り                   | 「る」巻                  |                                                                                     |
| 第44回                    | 2015年3月31日             | 初の番組イベント後に衝撃事実発覚!?     | 埼玉県さいたま市緑区               | 3本撮り                   | 「る」巻                  |                                                                                     |

| シーズン4（2015年4月～） | シーズン4（2015年4月～） | シーズン4（2015年4月～）                      | シーズン4（2015年4月～）                       | シーズン4（2015年4月～） | シーズン4（2015年4月～）              | シーズン4（2015年4月～）                                         |
| 放送回                   | 放送日（テレ玉）         | タイトル                                      | ロケ地                                         | ロケ本数                 | DVD収録                               | ゲスト                                                           |
| ------------------------ | ------------------------ | --------------------------------------------- | ---------------------------------------------- | ------------------------ | ------------------------------------- | ---------------------------------------------------------------- |
| 第45回                   | 2015年4月14日            | 4度目の正直!?シーズン4スタート!               | -                                              | -                        | 「る」巻                              |                                                                  |
| 第46回                   | 2015年4月21日            | いろはに千鳥PR大作戦in沖縄                    | 沖縄県中頭郡北谷町 沖縄県宜野湾市 沖縄県那覇市 | -                        | 「る」巻                              | 大沢ケイミ 筧美和子 根建太一（囲碁将棋） パンサー 渡辺直美       |
| 第47回                   | 2015年4月28日            | 久々の8本撮りへ!白熱の飯能市篇                | 埼玉県飯能市                                   | 8本撮り                  | 「を」巻                              |                                                                  |
| 第48回                   | 2015年5月5日             | 悶絶の東松山グルメロケ!前編                   | 埼玉県東松山市                                 | 8本撮り                  | 「を」巻                              |                                                                  |
| 第49回                   | 2015年5月12日            | 悶絶の東松山グルメロケ!後編                   | 埼玉県東松山市                                 | 8本撮り                  | 「を」巻                              |                                                                  |
| 第50回                   | 2015年5月19日            | 千鳥が詰め寄る西浦和                          | 埼玉県さいたま市桜区                           | 8本撮り                  | 「を」巻                              |                                                                  |
| 第51回                   | 2015年5月26日            | 暗闇の桶川市                                  | 埼玉県桶川市                                   | 8本撮り                  | 「わ」巻                              |                                                                  |
| 第52回                   | 2015年6月2日             | 戦々恐々のXスポーツ                           | 埼玉県桶川市                                   | 8本撮り                  | 「わ」巻                              |                                                                  |
| 第53回                   | 2015年6月9日             | 大宮ペルシャ紀行                              | 埼玉県さいたま市大宮区                         | 8本撮り                  | 「わ」巻                              |                                                                  |
| 第54回                   | 2015年6月16日            | 完パケロケ大失敗篇                            | 埼玉県ふじみ野市                               | 8本撮り                  | 「わ」巻                              |                                                                  |
| 第55回                   | 2015年6月23日            | 新モノマネスター大宮で誕生!?                  | 埼玉県さいたま市大宮区                         | 6本撮り                  | -                                     |                                                                  |
| 第56回                   | 2015年6月30日            | 浮気調査、衝撃の実態                          | 埼玉県さいたま市大宮区                         | 6本撮り                  | 「か」巻                              |                                                                  |
| 第57回                   | 2015年7月7日             | 繰り返される悲劇!?ぬる湯地獄の演技体験        | 埼玉県さいたま市南区                           | 6本撮り                  | 「か」巻                              |                                                                  |
| 第58回                   | 2015年7月14日            | 焼肉を賭けた競馬勝負!                         | 埼玉県さいたま市南区                           | 6本撮り                  | 「か」巻                              | 山田菜々                                                         |
| 第59回                   | 2015年7月21日            | 浦和競馬完結編! 〜AD中平から衝撃発表〜        | 埼玉県さいたま市南区、緑区                     | 6本撮り                  | 「か」巻                              | 山田菜々                                                         |
| 第60回                   | 2015年8月4日             | AD中平卒業記念スペシャル!〜思い出ベスト6〜    | 埼玉県さいたま市緑区                           | 6本撮り                  | 「よ」巻                              |                                                                  |
| 第61回                   | 2015年8月11日            | 大悟大遅刻からのLet's チアダンス!             | 埼玉県狭山市                                   | 8本撮り                  | 「よ」巻                              |                                                                  |
| 第62回                   | 2015年8月18日            | 衝撃のマジック体験〜狭山市に魔法使い現る!?〜  | 埼玉県狭山市                                   | 8本撮り                  | 「よ」巻                              |                                                                  |
| 第63回                   | 2015年8月25日            | 衝撃のマジック体験〜天才社長ついに見参〜      | 埼玉県狭山市                                   | 8本撮り                  | 「よ」巻                              |                                                                  |
| 第64回                   | 2015年9月1日             | 所沢をぶらり〜原点回帰の激ユルロケ〜          | 埼玉県所沢市                                   | 8本撮り                  | 「た」巻                              |                                                                  |
| 第65回                   | 2015年9月8日             | いろはに名物釣り対決!                         | 埼玉県所沢市                                   | 8本撮り                  | 「た」巻                              |                                                                  |
| 第66回                   | 2015年9月15日            | 大宮であがる!〜はじめての声優体験〜           | 埼玉県さいたま市大宮区                         | 8本撮り                  | 「た」巻                              |                                                                  |
| 第67回                   | 2015年9月22日            | 川口のレストランで久々にあの人が登場!         | 埼玉県川口市                                   | 8本撮り                  | 「た」巻                              |                                                                  |
| 第68回                   | 2015年9月29日            | 終わらない手紙〜世にも奇妙なお便り紹介〜      | 埼玉県川口市                                   | 8本撮り                  | 「れ」巻                              |                                                                  |
| 第69回                   | 2015年10月6日            | OPベストセレクション                          | 東京都新宿区 （吉本興業東京本社）              | -                        | -                                     |                                                                  |
| 第70回                   | 2015年10月13日           | ついにリニューアル!千鳥の新衣装探し           | 埼玉県桶川市                                   | 7本撮り                  | 「れ」巻                              |                                                                  |
| 第71回                   | 2015年10月20日           | 桶川でうどん打ち体験!                         | 埼玉県桶川市                                   | 7本撮り                  | 「れ」巻                              | 山田菜々                                                         |
| 第72回                   | 2015年10月27日           | 千鳥と菜々のコンテンポラリー                  | 埼玉県桶川市                                   | 7本撮り                  | 「れ」巻                              | 山田菜々                                                         |
| 第73回                   | 2015年11月3日            | 東松山デカ盛りグルメ完食ロケ〜リベンジ編〜    | 埼玉県東松山市                                 | 7本撮り                  | 「そ」巻                              | 山田菜々                                                         |
| 第74回                   | 2015年11月10日           | 東松山デカ盛りグルメ完食ロケ〜完結編〜        | 埼玉県東松山市                                 | 7本撮り                  | 「そ」巻                              | 山田菜々                                                         |
| 第75回                   | 2015年11月17日           | 初の京都ロケ敢行!                             | 京都府京都市                                   | 5本撮り                  | 「そ」巻                              | 武将様（ミサイルマン岩部）                                       |
| 第76回                   | 2015年11月24日           | 武将様と巡る京都珍道中                        | 京都府京都市                                   | 5本撮り                  | 「そ」巻                              | 品川祐（品川庄司） とにかく明るい安村 武将様（ミサイルマン岩部） |
| 第77回                   | 2015年12月1日            | 京都でマジックショッピング!                   | 京都府京都市                                   | 5本撮り                  | 「つ」巻                              | シソンヌ                                                         |
| 第78回                   | 2015年12月8日            | 地獄の中華グルメツアー!〜京都激辛編〜         | 京都府向日市                                   | 5本撮り                  | 「つ」巻                              |                                                                  |
| 第79回                   | 2015年12月15日           | 地獄の激辛中華グルメツアー!〜京都ロケの結末〜 | 京都府向日市                                   | 5本撮り                  | 「つ」巻                              |                                                                  |
| 第80回                   | 2015年12月22日           | 龍ヶ谷ドリーム王国をぶらり                    | 埼玉県入間郡越生町                             | 7本撮り                  | 「つ」巻                              |                                                                  |
| 第81回                   | 2015年12月29日           | 志木市で酔っ払いトーク                        | 埼玉県志木市                                   | 7本撮り                  | 「ね」巻                              |                                                                  |
| 第82回                   | 2016年1月12日            | 特別編!千鳥の大漫才2015                       | 東京都新宿区 （ルミネTHEよしもと）             | -                        | -                                     |                                                                  |
| 第83回                   | 2016年1月19日            | お馴染みのあの名店で出会った超個性的な上着!?  | 埼玉県桶川市                                   | 5本撮り                  | 「ね」巻                              |                                                                  |
| 第84回                   | 2016年1月26日            | 越谷でバク転に挑戦!〜首は一生、腰は半生〜     | 埼玉県越谷市                                   | 5本撮り                  | 「ね」巻                              |                                                                  |
| 第85回                   | 2016年2月2日             | パーティーグッズの老舗メーカーを探訪          | 埼玉県川口市                                   | 5本撮り                  | 「ね」巻                              |                                                                  |
| 第86回                   | 2016年2月9日             | いろはにダンスチーム、今宵結成!?              | 埼玉県草加市                                   | 5本撮り                  | 「な」巻                              |                                                                  |
| 第87回                   | 2016年2月16日            | インドを味わい、楽屋トーーク!                 | 埼玉県草加市                                   | 5本撮り                  | 「な」巻                              | 雨上がり決死隊                                                   |
| 第88回                   | 2016年2月23日            | 昼飯を賭けたボートレース!                     | 埼玉県久喜市                                   | 5本撮り                  | 「な」巻                              | サカイスト                                                       |
| 第89回                   | 2016年3月1日             | ゴルフ×詩吟、異色のコラボが奇跡を起こす!?     | 埼玉県大里郡寄居町                             | 5本撮り                  | 「な」巻                              | 木村卓寛（天津）                                                 |
| 第90回                   | 2016年3月8日             | 夜の富士見市で開幕!                           | 埼玉県富士見市                                 | 5本撮り                  | 「つ」「ね」「な」 3巻同時購入特典DVD |                                                                  |
| 第91回                   | 2016年3月15日            | シーズン4プレイバック〜失言集ベスト5〜        | 埼玉県富士見市                                 | 5本撮り                  | 「つ」「ね」「な」 3巻同時購入特典DVD |                                                                  |
| 第92回                   | 2016年3月22日            | 失言集第1位!そして涙のひとりロケ              | 埼玉県富士見市                                 | 5本撮り                  | 「つ」「ね」「な」 3巻同時購入特典DVD | 本坊元児（ソラシド）                                             |

| シーズン6（2016年4月～） | シーズン6（2016年4月～） | シーズン6（2016年4月～）                          | シーズン6（2016年4月～）                      | シーズン6（2016年4月～） | シーズン6（2016年4月～）              | シーズン6（2016年4月～）                                                                           |
| 放送回                   | 放送日（テレ玉）         | タイトル                                          | ロケ地                                        | ロケ本数                 | DVD収録                               | ゲスト                                                                                             |
| ------------------------ | ------------------------ | ------------------------------------------------- | --------------------------------------------- | ------------------------ | ------------------------------------- | -------------------------------------------------------------------------------------------------- |
| 第93回                   | 2016年4月5日             | 坂戸市で新シーズン開幕!                           | 埼玉県坂戸市                                  | 7本撮り                  | 「ら」巻                              | |
| 第94回                   | 2016年4月12日            | 上尾市PR大作戦!                                   | 埼玉県上尾市                                  | 7本撮り                  | 「ら」巻                              | 加藤順大（大宮アルディージャ）                                                                     |
| 第95回                   | 2016年4月19日            | 上尾で発掘! おもしろカー                          | 埼玉県上尾市                                  | 7本撮り                  | -                                     | |
| 第96回                   | 2016年4月26日            | 雨の大宮散歩道                                    | 埼玉県さいたま市西区、見沼区                  | 7本撮り                  | 「ら」巻                              | 囲碁将棋 井下好井 西島永悟（元エリートヤンキー）                                                   |
| 第97回                   | 2016年5月3日             | TV Bros.を逆取材!                                 | 埼玉県さいたま市見沼区                        | 7本撮り                  | 「ら」巻                              | |
| 第98回                   | 2016年5月10日            | マネキン業界に潜入!                               | 埼玉県川口市                                  | 7本撮り                  | 「む」巻                              | |
| 第99回                   | 2016年5月17日            | 新ゲーム誕生!? トランポリンの奇跡                 | 埼玉県川口市                                  | 7本撮り                  | 「む」巻                              | |
| 第100回                  | 2016年5月24日            | いろはに千鳥100回記念! 〜沖縄ロケでもええですか〜 | 沖縄県                                        | 5本撮り                  | 「む」巻                              | 綾部祐二（ピース） 川島明（麒麟） 河本準一（次長課長） フットボールアワー 村田秀亮（とろサーモン） |
| 第101回                  | 2016年5月31日            | 沖縄限定コラボ! 〜いろはに千鳥×ハックツベリー〜   | 沖縄県                                        | 5本撮り                  | 「む」巻                              | 綾部祐二（ピース） 川島明（麒麟） 河本準一（次長課長） フットボールアワー 村田秀亮（とろサーモン） |
| 第102回                  | 2016年6月7日             | 新企画「感想予告プレゼン」開催!                   | 沖縄県                                        | 5本撮り                  | 「む」巻                              | |
| 第103回                  | 2016年6月14日            | 千鳥が言っちゃう!? 続・感想予告ロケ               | 沖縄県                                        | 5本撮り                  | 「う」巻                              | |
| 第104回                  | 2016年6月21日            | 感想予告ロケ〜完結編〜                            | 沖縄県                                        | 5本撮り                  | 「う」巻                              | |
| 第105回                  | 2016年6月28日            | ついに公開! DVD第2弾発売記念イベント              | 埼玉県さいたま市 （大宮ラクーンよしもと劇場） | 6本撮り                  | 「う」巻                              | |
| 第106回                  | 2016年7月5日             | 繰り返される失言…テレ玉本社を再訪                 | 埼玉県さいたま市浦和区                        | 6本撮り                  | 「う」巻                              | |
| 第107回                  | 2016年7月12日            | 駐車場で才能開花!?                                | 埼玉県戸田市                                  | 6本撮り                  | 「ゐ」巻                              | |
| 第108回                  | 2016年8月2日             | 龍ヶ谷ドリーム王国を再訪!                         | 埼玉県入間郡越生町                            | 6本撮り                  | 「ゐ」巻                              | |
| 第109回                  | 2016年8月9日             | 龍ヶ谷ドリーム王国で珍事件発生!?                  | 埼玉県入間郡越生町                            | 6本撮り                  | 「ゐ」巻                              | |
| 第110回                  | 2016年8月16日            | 夜の坂戸ぶらり〜千鳥×サーフィン〜                 | 埼玉県坂戸市                                  | 6本撮り                  | 「ゐ」巻                              | |
| 第111回                  | 2016年8月23日            | 格闘技用品の老舗を探訪                            | 埼玉県久喜市                                  | 6本撮り                  | 「ゐ」巻                              | |
| 第112回                  | 2016年8月30日            | 歓天喜地のフェイシャルエステ                      | 埼玉県久喜市                                  | 6本撮り                  | -                                     | 木村卓寛（天津）                                                                                   |
| 第113回                  | 2016年9月6日             | 久喜市のスタジオで記念撮影!                       | 埼玉県久喜市                                  | 6本撮り                  | -                                     | 木村卓寛（天津）                                                                                   |
| 第114回                  | 2016年9月13日            | 米屋で感じる家族の温もり                          | 埼玉県さいたま市岩槻区                        | 6本撮り                  | 「の」巻                              | |
| 第115回                  | 2016年9月20日            | 千鳥の歩き方を直そう!                             | 埼玉県吉川市                                  | 6本撮り                  | 「の」巻                              | |
| 第116回                  | 2016年9月27日            | 祝! ゴジラジム開業!                               | 埼玉県川口市                                  | 6本撮り                  | 「の」巻                              | |
| 第117回                  | 2016年10月4日            | 初の北海道ロケを敢行!                             | 北海道札幌市                                  | 3本撮り                  | 「ゐ」「の」「お」 3巻同時購入特典DVD | タカアンドトシ                                                                                     |
| 第118回                  | 2016年10月11日           | 北海道で名物キャラBEST7                           | 北海道札幌市                                  | 3本撮り                  | 「ゐ」「の」「お」 3巻同時購入特典DVD | |
| 第119回                  | 2016年10月18日           | 北海道ロケの終焉                                  | 北海道札幌市                                  | 3本撮り                  | 「ゐ」「の」「お」 3巻同時購入特典DVD | |
| 第120回                  | 2016年10月25日           | 止まらぬ暴言、失墜のノブ                          | 埼玉県戸田市                                  | 6本撮り（前半）          | 「の」巻                              | |
| 第121回                  | 2016年11月1日            | 美声が響く!? ノブの喉改善企画                     | 埼玉県さいたま市大宮区                        | 6本撮り（前半）          | 「の」巻                              | |
| 第122回                  | 2016年11月8日            | 春日部で発掘! おもしろカー第2弾                   | 埼玉県春日部市                                | 6本撮り（前半）          | 「お」巻                              | |
| 第123回                  | 2016年11月15日           | 武将様劇場開幕! 〜一年振りの京都ロケ〜            | 京都府京都市                                  | 4本撮り                  | 「お」巻                              | 武将様（ミサイルマン岩部）                                                                         |
| 第124回                  | 2016年11月22日           | 武将様が大活躍! 武将様の歌・歌・歌                | 京都府京都市                                  | 4本撮り                  | 「お」巻                              | 武将様（ミサイルマン岩部）                                                                         |
| 第125回                  | 2016年11月29日           | ペアボウリング対決!                               | 京都府京都市                                  | 4本撮り                  | 「お」巻                              | |
| 第126回                  | 2016年12月6日            | 大悟の肝機能を改善しよう!                         | 京都府京都市                                  | 4本撮り                  | 「お」巻                              | |
| 第127回                  | 2016年12月13日           | 移動販売ロケ第2弾〜ええですか新章〜               | 埼玉県伊奈町                                  | 6本撮り（後半）          | 「く」巻                              | |
| 第128回                  | 2016年12月20日           | イボからヘビ!? 行田で隠せぬ疲労感                 | 埼玉県戸田市                                  | 6本撮り（後半）          | 「く」巻                              | |
| 第129回                  | 2016年12月27日           | 深谷に響くエンジン音〜真夜中のドラッグレース〜    | 埼玉県深谷市                                  | 6本撮り（後半）          | 「く」巻                              | |
| 第130回                  | 2017年1月10日            | 千鳥の大漫才を大公開!                             | 東京都新宿区 （ルミネTHEよしもと）            | -                        | -                                     | |
| 第131回                  | 2017年1月17日            | バーニヴァーノで新衣装ゲット!?                    | 東京都日本橋                                  | 7本撮り                  | 「く」巻                              | |
| 第132回                  | 2017年1月24日            | 大宮問題2016〜大宮芸人に潜む闇〜                  | 埼玉県さいたま市西区、中央区                  | 7本撮り                  | 「く」「や」「ま」 3巻同時購入特典DVD | えんにち GAG少年楽団                                                                               |
| 第133回                  | 2017年1月31日            | ダーツ新キャラ登場!                               | 埼玉県戸田市                                  | 7本撮り                  | 「く」巻                              | |
| 第134回                  | 2017年2月7日             | 雅さんも唸る!?絶品グルメ宝庫発見!                 | 埼玉県さいたま市見沼区                        | 7本撮り                  | 「や」巻                              | |
| 第135回                  | 2017年2月14日            | 大悟が呆然!?史上最大のいろはに事件簿              | 埼玉県さいたま市見沼区                        | 7本撮り                  | 「や」巻                              | |
| 第136回                  | 2017年2月21日            | 最強の男、東松山に現る!                           | 埼玉県東松山市                                | 7本撮り                  | 「や」巻                              | |
| 第137回                  | 2017年2月28日            | 寄居で発見、金賞グルメ!〜大悟崩壊の7本目〜        | 埼玉県大里郡寄居町                            | 7本撮り                  | 「や」巻                              | |
| 第138回                  | 2017年3月7日             | ももいろクローバーZ降臨!                          | 埼玉県加須市                                  | 3本撮り                  | 「や」巻                              | 佐々木彩夏・玉井詩織（ももいろクローバーZ）                                                        |
| 第139回                  | 2017年3月14日            | 大宮2問題を徹底調査!                              | 埼玉県北本市                                  | 3本撮り                  | 「く」「や」「ま」 3巻同時購入特典DVD | 押見泰憲（犬の心） ブロードキャスト!!                                                              |
| 第140回                  | 2017年3月21日            | 大宮2大問題を占う!〜闇関係編〜                    | 埼玉県北本市                                  | 3本撮り                  | 「く」「や」「ま」 3巻同時購入特典DVD | 押見泰憲（犬の心） ブロードキャスト!!                                                              |

| シーズン7（2017年4月～） | シーズン7（2017年4月～） | シーズン7（2017年4月～）                                                                  | シーズン7（2017年4月～） | シーズン7（2017年4月～） | シーズン7（2017年4月～）              | シーズン7（2017年4月～）                                                                         |
| 放送回                   | 放送日（テレ玉）         | タイトル                                                                                  | ロケ地                   | ロケ本数                 | DVD収録                               | ゲスト                                                                                           |
| ------------------------ | ------------------------ | ----------------------------------------------------------------------------------------- | ------------------------ | ------------------------ | ------------------------------------- | ------------------------------------------------------------------------------------------------ |
| 第141回                  | 2017年4月4日             | 走る千鳥〜シーズン7開幕〜                                                                 | 埼玉県熊谷市             | 5.2本撮り                | 「ま」巻                              |                                                                                                  |
| 第142回                  | 2017年4月11日            | 第2の王様現る?スパイス王国に潜入                                                          | 埼玉県上尾市             | 5.2本撮り                | 「ま」巻                              |                                                                                                  |
| 第143回                  | 2017年4月18日            | 老舗佃煮店で白米が止まらない!                                                             | 埼玉県越谷市             | 5.2本撮り                | 「ま」巻                              |                                                                                                  |
| 第144回                  | 2017年4月25日            | こだわりの爆音マフラー!                                                                   | 埼玉県川口市             | 5.2本撮り                | 「ま」巻                              |                                                                                                  |
| 第145回                  | 2017年5月2日             | 敏腕AD中村にまさかの展開!?                                                                | 埼玉県川口市             | 5.2本撮り                | 「ま」巻                              |                                                                                                  |
| 第146回                  | 2017年5月9日             | ももクロ降臨回再び!未公開SP                                                               | 埼玉県川口市             | 5.2本撮り                | 「く」「や」「ま」 3巻同時購入特典DVD | 佐々木彩夏・玉井詩織（ももいろクローバーZ）                                                      |
| 第147回                  | 2017年5月16日            | 3度目の沖縄ロケ開幕!                                                                      | 沖縄県                   | 6本撮り                  | -                                     | あっぱれコイズミ キクチウソツカナイ。（元ポテト少年団） ジャングルポケット                       |
| 第148回                  | 2017年5月23日            | 沖縄ロケ恒例!感想予告2017                                                                 | 沖縄県                   | 6本撮り                  | 「け」巻                              |                                                                                                  |
| 第149回                  | 2017年5月30日            | ケンコバ初参戦!恐怖のバンジーブランコ                                                     | 沖縄県                   | 6本撮り                  | 「け」巻                              | ケンドーコバヤシ                                                                                 |
| 第150回                  | 2017年6月6日             | アドベンチャーつるべで衝撃映像!                                                           | 沖縄県                   | 6本撮り                  | 「け」巻                              | ケンドーコバヤシ                                                                                 |
| 第151回                  | 2017年6月13日            | 続・感想予告ロケ2017〜海外ロケのやつじゃ〜                                                | 沖縄県                   | 6本撮り                  | 「け」巻                              |                                                                                                  |
| 第152回                  | 2017年6月20日            | 感動のフィナーレ〜沖縄ロケ2017完〜                                                        | 沖縄県                   | 6本撮り                  | 「け」巻                              |                                                                                                  |
| 第153回                  | 2017年6月27日            | 上尾で発見!世界最強の武道家                                                               | 埼玉県上尾市             | 7本撮り                  | 「ふ」巻                              |                                                                                                  |
| 第154回                  | 2017年7月4日             | 大悟、謎の能力開花!?                                                                      | 埼玉県上尾市             | 7本撮り                  | 「ふ」巻                              |                                                                                                  |
| 第155回                  | 2017年7月11日            | カラーボール工場でハプニング発生!?                                                        | 埼玉県吉川市             | 7本撮り                  | 「ふ」巻                              |                                                                                                  |
| 第156回                  | 2017年8月1日             | 奥深きヘラブナ釣りの世界                                                                  | 埼玉県川口市             | 7本撮り                  | 「ふ」巻                              |                                                                                                  |
| 第157回                  | 2017年8月8日             | 筆文字アートで大悟覚醒!?                                                                  | 埼玉県川口市             | 7本撮り                  | 「ふ」巻                              |                                                                                                  |
| 第158回                  | 2017年8月15日            | 究極の薄味回!?出汁飲み比べロケ                                                            | 埼玉県和光市             | 7本撮り                  | 「こ」巻                              |                                                                                                  |
| 第159回                  | 2017年8月22日            | 深夜の川越アクション教室                                                                  | 埼玉県川越市             | 7本撮り                  | 「こ」巻                              |                                                                                                  |
| 第160回                  | 2017年8月29日            | 凄腕マジック集団を2年ぶりに訪問!                                                          | 埼玉県狭山市             | 6本撮り（前半）          | -                                     |                                                                                                  |
| 第161回                  | 2017年9月5日             | 千鳥、絶体絶命!?真打ち社長登場!                                                           | 埼玉県狭山市             | 6本撮り（前半）          | -                                     |                                                                                                  |
| 第162回                  | 2017年9月12日            | ガチンコ対決バラエティin北海道!                                                           | 北海道                   | 4本撮り                  | 「こ」巻                              |                                                                                                  |
| 第163回                  | 2017年9月19日            | SPゲストが大ピンチ!?〜札幌に響く魔の音源〜!                                               | 北海道                   | 4本撮り                  | 「こ」巻                              | NON STYLE タカアンドトシ レイザーラモンRG                                                        |
| 第164回                  | 2017年9月26日            | 北海道で名物キャラ大賞開催!                                                               | 北海道                   | 4本撮り                  | 「こ」巻                              |                                                                                                  |
| 第165回                  | 2017年10月3日            | 千鳥の失言集を大発表!                                                                     | 北海道                   | 4本撮り                  | 「こ」巻                              |                                                                                                  |
| 第166回                  | 2017年10月10日           | 予想が止まらねぇ〜!〜あの兄弟と2度目の競艇〜                                              | 埼玉県久喜市             | 6本撮り（後半）          | 「え」巻                              | サカイスト                                                                                       |
| 第167回                  | 2017年10月17日           | 千鳥壊れる!?杉戸町で合鴨三昧!                                                             | 埼玉県杉戸町             | 6本撮り（後半）          | 「え」巻                              |                                                                                                  |
| 第168回                  | 2017年10月24日           | 越谷市のスーツケース会社を訪問!今回は最近スタッフがお気に入りのあのシステムが発動します!! | 埼玉県越谷市             | 6本撮り（後半）          | 「え」巻                              |                                                                                                  |
| 第169回                  | 2017年10月31日           | ゴルフ店で大悟に異変!？!                                                                  | 埼玉県草加市             | 6本撮り（後半）          | 「え」巻                              |                                                                                                  |
| 第170回                  | 2017年11月7日            | 武将様参上!京都ロケ2017開幕                                                               | 京都府                   | 5本撮り                  | 「え」巻                              | 武将様（ミサイルマン岩部）                                                                       |
| 第171回                  | 2017年11月14日           | 背水の陣の武将様!                                                                         | 京都府                   | 5本撮り                  | 「て」巻                              | 武将様（ミサイルマン岩部）                                                                       |
| 第172回                  | 2017年11月21日           | 武将様と京さんぽ〜判子行脚の結末〜                                                        | 京都府                   | 5本撮り                  | 「て」巻                              | 武将様（ミサイルマン岩部）                                                                       |
| 第173回                  | 2017年11月28日           | 当たれば地獄、運試しバラエティ!                                                           | 京都府日向市             | 5本撮り                  | 「え」「て」「あ」 3巻同時購入特典DVD |                                                                                                  |
| 第174回                  | 2017年12月5日            | 京都激辛グルメ、衝撃の結末                                                                | 京都府                   | 5本撮り                  | 「え」「て」「あ」 3巻同時購入特典DVD |                                                                                                  |
| 第175回                  | 2017年12月12日           | ガチンコ対決バラエティ第2弾in蕨                                                           | 埼玉県蕨市               | 5本撮り（前半）          | 「て」巻                              |                                                                                                  |
| 第176回                  | 2017年12月19日           | ノブのインスタをプロデュース                                                              | 埼玉県蕨市               | 5本撮り（前半）          | 「て」巻                              |                                                                                                  |
| 第177回                  | 2017年12月26日           | インスタプロデュース後篇!大悟のセンスが止まらねぇ〜                                       | 埼玉県蕨市               | 5本撮り（前半）          | 「て」巻                              |                                                                                                  |
| 第178回                  | 2018年1月9日             | 独占公開!千鳥の大漫才2017                                                                 | 東京都                   | -                        | -                                     |                                                                                                  |
| 第179回                  | 2018年1月16日            | いろはに千鳥特番 真の姿を大公開!                                                          | 東京都                   | -                        | 「さ」「き」「ゆ」 3巻同時購入特典DVD | 木村卓寛（天津） GAG少年楽団 徳井健太（平成ノブシコブシ） 向井慧（パンサー）                     |
| 第180回                  | 2018年1月23日            | いろはに千鳥特番 真の姿完結編!                                                            | 東京都                   | -                        | 「さ」「き」「ゆ」 3巻同時購入特典DVD | 木村卓寛（天津） GAG少年楽団 徳井健太（平成ノブシコブシ） 向井慧（パンサー） ももいろクローバーZ |
| 第181回                  | 2018年1月30日            | 面白グッズにハズレ無し!                                                                   | 埼玉県さいたま市緑区     | 5本撮り（後半）          | 「あ」巻                              |                                                                                                  |
| 第182回                  | 2018年2月6日             | 千鳥待望のグルメ回!                                                                       | 埼玉県八潮市             | 5本撮り（後半）          | 「あ」巻                              |                                                                                                  |
| 第183回                  | 2018年2月13日            | 公園トークで新キャラ誕生!？                                                               | 埼玉県さいたま市見沼区   | 5本撮り（前半）          | 「あ」巻                              |                                                                                                  |
| 第184回                  | 2018年2月20日            | ミラクル連発!激闘の日韓対決                                                               | 埼玉県さいたま市見沼区   | 5本撮り（前半）          | 「あ」巻                              |                                                                                                  |
| 第185回                  | 2018年2月27日            | 打倒大悟!ノブ秘密の猛特訓                                                                 | 埼玉県戸田市             | 5本撮り（前半）          | 「あ」巻                              |                                                                                                  |
| 第186回                  | 2018年3月6日             | いざ決戦!千鳥のガチンコ卓球対決                                                           | 埼玉県戸田市             | 5本撮り（前半）          | 「あ」巻                              |                                                                                                  |
| 第187回                  | 2018年3月13日            | いろはに千鳥卓球大会 開幕!                                                                | 埼玉県さいたま市見沼区   | 2本撮り                  | 「え」「て」「あ」 3巻同時購入特典DVD | 犬の心 天津 ブロードキャスト!!                                                                   |
| 第188回                  | 2018年3月20日            | いろはに千鳥卓球大会〜完結編〜                                                            | 埼玉県さいたま市見沼区   | 2本撮り                  | 「え」「て」「あ」 3巻同時購入特典DVD | 天津 徳井健太（平成ノブシコブシ） 向井慧（パンサー）                                             |

| シーズン8（2018年4月～） | シーズン8（2018年4月～） | シーズン8（2018年4月～）                      | シーズン8（2018年4月～）                | シーズン8（2018年4月～） | シーズン8（2018年4月～）              | シーズン8（2018年4月～） |
| 放送回                   | 放送日（テレ玉）         | タイトル                                      | ロケ地                                  | ロケ本数                 | DVD収録                               | ゲスト |
| ------------------------ | ------------------------ | --------------------------------------------- | --------------------------------------- | ------------------------ | ------------------------------------- | --- |
| 第189回                  | 2018年4月3日             | 絶品ホルモン酔っ払い回                        | 埼玉県さいたま市中央区                  | 5本撮り（後半）          | 「さ」巻                              | |
| 第190回                  | 2018年4月10日            | 感性はヤンキー!？最新カー用品                 | 埼玉県吉川市                            | 6本撮り                  | 「さ」巻                              | |
| 第191回                  | 2018年4月17日            | ニュースター誕生!？厨房アベンジャーズ         | 埼玉県越谷市                            | 6本撮り                  | 「さ」巻                              | |
| 第192回                  | 2018年4月24日            | 厨房市場でニュースター誕生                    | 埼玉県越谷市                            | 6本撮り                  | 「さ」巻                              | |
| 第193回                  | 2018年5月1日             | 老舗メーカーで○○特集                          | 埼玉県鴻巣市                            | 6本撮り                  | 「さ」巻                              | |
| 第194回                  | 2018年5月8日             | 揚げ物特集で新キャラ登場!                     | 埼玉県寄居町                            | 6本撮り                  | 「き」巻                              | |
| 第195回                  | 2018年5月15日            | トラック野郎の聖地へ!                         | 埼玉県さいたま市桜区                    | 6本撮り                  | 「き」巻                              | |
| 第196回                  | 2018年5月22日            | 魅惑の西京漬けの世界                          | 埼玉県川口市                            | 6本撮り                  | 「き」巻                              | |
| 第197回                  | 2018年5月29日            | ロンハードッキリ大公開!〜6本撮りのその先に〜  | 埼玉県川口市                            | 6本撮り                  | 「き」巻                              | |
| 第198回                  | 2018年6月6日             | 沖縄ロケ開幕!〜感想予告2018わ〜               | 沖縄県                                  | 5本撮り                  | 「き」巻                              | キクチウソツカナイ。（元ポテト少年団） |
| 第199回                  | 2018年6月12日            | 今年もケンコバ参戦!感想予告ロケスタート!      | 沖縄県                                  | 5本撮り                  | 「ゆ」巻                              | ケンドーコバヤシ |
| 第200回                  | 2018年6月19日            | 千鳥ケンコバ大興奮!ドレス嬢お披露目           | 沖縄県                                  | 5本撮り                  | 「ゆ」巻                              | ケンドーコバヤシ |
| 第201回                  | 2018年6月26日            | 沖縄の海でほぼやっとんじゃ!                   | 沖縄県                                  | 5本撮り                  | 「ゆ」巻                              | ケンドーコバヤシ |
| 第202回                  | 2018年7月3日             | 沖縄ロケ2018完結編                            | 沖縄県                                  | 5本撮り                  | 「ゆ」巻                              | 池田直人（レインボー） |
| 第203回                  | 2018年7月10日            | DVDたれそ発売記念イベント大公開!              | 埼玉県戸田市                            | -                        | 「さ」「き」「ゆ」 3巻同時購入特典DVD | |
| 第204回                  | 2018年7月31日            | 最新きな粉を徹底検証!                         | 埼玉県戸田市                            | 6本撮り                  | 「ゆ」巻                              | |
| 第205回                  | 2018年8月7日             | 大宮市場で絶品鶏料理を堪能するグルメ回!       | 埼玉県北区                              | 6本撮り                  | 「め」巻                              | |
| 第206回                  | 2018年8月14日            | 製麺会社で麺・麺・麺                          | 埼玉県所沢市                            | 6本撮り                  | 「め」巻                              | |
| 第207回                  | 2018年8月21日            | 待望の卓球回!                                 | 埼玉県越谷市                            | 6本撮り                  | 「め」巻                              | |
| 第208回                  | 2018年8月28日            | 歴史的一戦!ガチンコ卓球対決                   | 埼玉県越谷市                            | 6本撮り                  | 「め」巻                              | |
| 第209回                  | 2018年9月4日             | 厨房軍団再び!                                 | 埼玉県越谷市                            | 6本撮り                  | 「め」巻                              | |
| 第210回                  | 2018年9月11日            | 北海道でみんわらを探そう                      | 北海道                                  | 7本撮り                  | 「み」巻                              | すずらん トシ（タカアンドトシ） |
| 第211回                  | 2018年9月18日            | TV史上最長!千鳥のロングインタビュー〜高校編〜 | 北海道                                  | 7本撮り                  | 「み」巻                              | |
| 第212回                  | 2018年9月25日            | 千鳥のロングインタビュー〜結成編〜            | 北海道                                  | 7本撮り                  | 「み」巻                              | |
| 第213回                  | 2018年10月2日            | 千鳥のロングインタビュー〜M-1編〜             | 北海道                                  | 7本撮り                  | 「み」巻                              | |
| 第214回                  | 2018年10月9日            | 千鳥のロングインタビュー〜完結編〜            | 北海道                                  | 7本撮り                  | 「み」巻                              | |
| 第215回                  | 2018年10月16日           | 名物キャラクター集BEST7                       | 北海道                                  | 7本撮り                  | 「め」「み」「し」3巻同時購入特典DVD  | |
| 第216回                  | 2018年10月23日           | 千鳥の失言集                                  | 北海道                                  | 7本撮り                  | 「め」「み」「し」3巻同時購入特典DVD  | |
| 第217回                  | 2018年10月30日           | 千鳥 猫に化かされる!？〜空想の羽生ロケ〜      | 埼玉県羽生市                            | 5本撮り（前半）          | 「し」巻                              | |
| 第218回                  | 2018年11月6日            | めくるめくタレの世界                          | 埼玉県小川町                            | 5本撮り（前半）          | 「し」巻                              | |
| 第219回                  | 2018年11月13日           | 手作りのフットウェアで身も心もあったまろ      | 埼玉県朝霞市                            | 5本撮り（前半）          | 「し」巻                              | |
| 第220回                  | 2018年11月20日           | 越谷市でニュースター誕生!                     | 埼玉県越谷市                            | 5本撮り（前半）          | 「し」巻                              | |
| 第221回                  | 2018年11月27日           | 武将様劇場2018開幕!                           | 京都府                                  | 3本撮り（前半）          | 「ゑ」巻                              | 武将様（ミサイルマン岩部） |
| 第222回                  | 2018年12月4日            | 武将様劇場2018 後編!                          | 京都府                                  | 3本撮り（前半）          | 「ゑ」巻                              | 武将様（ミサイルマン岩部） |
| 第223回                  | 2018年12月11日           | テンポが大事!餃子回（219と220の間）           | 埼玉県さいたま市西区                    | 5本撮り（後半）          | 「し」巻                              | |
| 第224回                  | 2018年12月18日           | 京都ロケで重大発表!                           | 京都府                                  | 3本撮り（後半）          | 「ゑ」巻                              | エンドウコウキ 小寺真理 緑川まり 寺門真吾 |
| 第225回                  | 2018年12月25日           | 千鳥の大漫才2018を大公開!                     | 東京都中野区 （中野サンプラザ）         |                          |                                       | |
| 第226回                  | 2019年1月8日             | 卓球伝説 第2章開幕!                           | 埼玉県さいたま市大宮区                  | 6本撮り                  | 「め」「み」「し」3巻同時購入特典DVD  | |
| 第227回                  | 2019年1月15日            | ものまね界のニュースター誕生!？               | 埼玉県さいたま市大宮区                  | 6本撮り                  |                                       | |
| 第228回                  | 2019年1月22日            | オリラジ慎吾にドッキリトレーニング!           | 埼玉県桶川市                            | 6本撮り                  |                                       | 藤森慎吾（オリエンタルラジオ） |
| 第229回                  | 2019年1月29日            | 未公開もあるよ!武将様名場面集                 | 埼玉県桶川市                            | 6本撮り                  | 「ゑ」巻                              | |
| 第230回                  | 2019年2月5日             | うまいが止まらねぇ〜!おつまみ界の星           | 埼玉県さいたま市浦和区                  | 6本撮り                  | 「し」巻                              | |
| 第231回                  | 2019年2月12日            | 冬山の魅力を味わう                            | 埼玉県川口市                            | 6本撮り                  |                                       | |
| 第232回                  | 2019年2月19日            | いろはに千鳥ファンクラブ 未公開編             | 埼玉県さいたま市緑区 （プラザイースト） | -                        | 「ゑ」「ひ」「も」3巻同時購入特典DVD  | 押見泰憲（犬の心） おたけ（ジャングルポケット） 木村卓寛（天津） GAG 佐藤健 スパイク 徳井健太（平成ノブシコブシ） 武将様（ミサイルマン岩部） |
| 第233回                  | 2019年2月26日            | 武将様劇場 冬の陣!                            | 大阪府                                  | 2本撮り                  | 「ゑ」「ひ」「も」3巻同時購入特典DVD  | 武将様（ミサイルマン岩部） |
| 第234回                  | 2019年3月5日             | 武将様×ギャロップ、夢のコラボ                 | 大阪府                                  | 2本撮り                  | 「ゑ」「ひ」「も」3巻同時購入特典DVD  | ギャロップ 武将様（ミサイルマン岩部） |
| 第235回                  | 2019年3月19日            | ダイアン初登場!                               | 埼玉県北本市                            | 6本撮り(前半)            | 「ひ」巻                              | ダイアン |
| 第236回                  | 2019年3月26日            | ダイアン西澤に改名チャンス!                   | 埼玉県北本市                            | 6本撮り(前半)            | 「ひ」巻                              | ダイアン |

| シーズン9（2019年4月～） | シーズン9（2019年4月～） | シーズン9（2019年4月～）                      | シーズン9（2019年4月～）              | シーズン9（2019年4月～） | シーズン9（2019年4月～）             | シーズン9（2019年4月～）                                                                |
| 放送回                   | 放送日（テレ玉）         | タイトル                                      | ロケ地                                | ロケ本数                 | DVD収録                              | ゲスト                                                                                  |
| ------------------------ | ------------------------ | --------------------------------------------- | ------------------------------------- | ------------------------ | ------------------------------------ | --------------------------------------------------------------------------------------- |
| 第237回                  | 2019年4月2日             | いろはに千鳥にT.T彩たま参戦!                  | 埼玉県さいたま市浦和区                | 6本撮り（後半）          | 「ひ」巻                             |                                                                                         |
| 第238回                  | 2019年4月9日             | 西浦和でガチンコ卓球対決!                     | 埼玉県さいたま市桜区                  | 6本撮り（後半）          | 「ひ」巻                             |                                                                                         |
| 第239回                  | 2019年4月16日            | 千鳥、寿司を食う                              | 埼玉県さいたま市大宮区                | 6本撮り（後半）          | 「ひ」巻                             |                                                                                         |
| 第240回                  | 2019年4月23日            | スタッフが選ぶいろはに千鳥名場面              | 埼玉県さいたま市大宮区                | 6本撮り（後半）          | 「も」巻                             |                                                                                         |
| 第241回                  | 2019年4月30日            | 人気食パンで最高の朝食ロケ                    | 埼玉県狭山市                          | 7本撮り（前半）          | 「も」巻                             |                                                                                         |
| 第242回                  | 2019年5月7日             | 最高の朝食ロケ〜後編〜                        | 埼玉県狭山市                          | 7本撮り（前半）          | 「も」巻                             |                                                                                         |
| 第243回                  | 2019年5月14日            | ダイアン西澤改名SP!                           | 東京都新宿区 （ルミネTHEよしもと）    | -                        | -                                    | ダイアン                                                                                |
| 第244回                  | 2019年5月21日            | いろはに初!ビリヤード対決                     | 埼玉県狭山市                          | 7本撮り(後半)            | 「も」巻                             |                                                                                         |
| 第245回                  | 2019年5月28日            | 千鳥が唸る駄菓子ロケ                          | 埼玉県八潮市                          | 7本撮り(後半)            | 「も」巻                             |                                                                                         |
| 第246回                  | 2019年6月4日             | いろはに専属コーチの卓球特訓!                 | 埼玉県戸田市                          | 7本撮り(後半)            | 「せ」巻                             |                                                                                         |
| 第247回                  | 2019年6月11日            | 千鳥vsマダムチーム!ガチンコ卓球対決           | 埼玉県八潮市                          | 7本撮り(後半)            | 「せ」巻                             |                                                                                         |
| 第248回                  | 2019年6月18日            | 6本目の打上げロケ                             | 埼玉県草加市                          | 7本撮り(後半)            | 「せ」巻                             |                                                                                         |
| 第249回                  | 2019年6月25日            | いろはにスター勢揃い!                         | 山口県下関市                          | -                        | 「せ」「す」「ん」3巻同時購入特典DVD | サカイスト ダイアン                                                                     |
| 第250回                  | 2019年7月2日             | 沖縄国際映画祭2019〜刺激〜                    | 沖縄県                                | -                        |                                      | しゅんしゅんクリニックP 堤下敦（インパルス） 寺門真吾 緑川まり 村田秀亮（とろサーモン） |
| 第251回                  | 2019年7月9日             | DVD発売記念イベントin春日部                   | 埼玉県春日部市 （イオンモール春日部） | -                        | 「せ」「す」「ん」3巻同時購入特典DVD |                                                                                         |
| 第252回                  | 2019年7月30日            | 「いろはに千鳥」始まって以来の重大事件発生!？ | 埼玉県さいたま市大宮区                | 8本撮り                  | 「せ」巻                             | 押見泰憲（犬の心）                                                                      |
| 第253回                  | 2019年8月6日             | 衝撃展開の全貌を嘘偽りなく放送!               | 埼玉県さいたま市大宮区                | 8本撮り                  | 「せ」巻                             | 押見泰憲（犬の心）                                                                      |
| 第254回                  | 2019年8月13日            | 絶品食パン朝食ロケin朝霞                      | 埼玉県朝霞市                          | 8本撮り                  | 「す」巻                             |                                                                                         |
| 第255回                  | 2019年8月20日            | 芸人大集合!いろはに卓球大会開幕               | 埼玉県さいたま市西区                  | 8本撮り                  | 「す」巻                             | 犬の心 とろサーモン                                                                     |
| 第256回                  | 2019年8月27日            | 千鳥vs犬の心!いろはに卓球大会決勝戦           | 埼玉県さいたま市西区                  | 8本撮り                  | 「す」巻                             | 犬の心 とろサーモン                                                                     |
| 第257回                  | 2019年9月3日             | 祝!23局ネットご褒美企画                       | 埼玉県ふじみ野市                      | 8本撮り                  | 「す」巻                             |                                                                                         |
| 第258回                  | 2019年9月10日            | 23局ネットご褒美企画〜後篇〜                  | 埼玉県ふじみ野市                      | 8本撮り                  | 「す」巻                             |                                                                                         |
| 第259回                  | 2019年9月17日            | 飲みロケ＆みんわらウィーク                    | 埼玉県富士見市 北海道                 | 8本撮り                  | 「せ」「す」「ん」3巻同時購入特典DVD | タカアンドトシ                                                                          |
| 第260回                  | 2019年9月24日            | 朝食ロケin川口〜絶品味噌との遭遇〜            | 埼玉県川口市                          | 7本撮り                  | 「す」巻                             |                                                                                         |
| 第261回                  | 2019年10月1日            | 千鳥待望の夢企画!○○選手権                     | 埼玉県三芳町                          | 7本撮り                  | 「ん」巻                             |                                                                                         |
| 第262回                  | 2019年10月8日            | とんかつの名店でガチンコ卓球対決              | 埼玉県さいたま市北区                  | 7本撮り                  | 「ん」巻                             |                                                                                         |
| 第263回                  | 2019年10月15日           | ガチンコ卓球にダイアン参戦!                   | 埼玉県さいたま市北区                  | 7本撮り                  | 「ん」巻                             | ダイアン                                                                                |
| 第264回                  | 2019年10月22日           | ダイアンユースケ ミュージカルスターへの道!    | 埼玉県南越谷                          | 7本撮り                  | 「ん」巻                             | ダイアン                                                                                |
| 第265回                  | 2019年10月29日           | ダイアンユースケ ミュージカル企画〜後編〜     | 埼玉県南越谷                          | 7本撮り                  | 「ん」巻                             | ダイアン                                                                                |
| 第266回                  | 2019年11月5日            | 千鳥とダイアンの仲良し飲み会                  | 埼玉県越谷市                          | 7本撮り                  | 「ん」巻                             | ダイアン                                                                                |
| 第267回                  | 2019年11月12日           | いろはに千鳥名物キャラクター集                | 北海道                                | 2本撮り                  |                                      |                                                                                         |
| 第268回                  | 2019年11月19日           | いろはに千鳥失言集BEST5                       | 北海道                                | 2本撮り                  |                                      |                                                                                         |
| 第269回                  | 2019年11月26日           | 甘辛海苔で最高の朝ごはん!                     | 埼玉県所沢市                          | 6本撮り                  | 「イ」巻                             |                                                                                         |
| 第270回                  | 2019年12月3日            | 甘辛海苔で最高の朝ごはん!〜後編〜             | 埼玉県所沢市                          | 6本撮り                  | 「イ」巻                             |                                                                                         |
| 第271回                  | 2019年12月10日           | 犬の心・押見のモテ企画始動!!                  | 埼玉県さいたま市浦和区                | 6本撮り                  | 「イ」巻                             | 押見泰憲（犬の心）                                                                      |
| 第272回                  | 2019年12月17日           | ガチンコビリヤードバラエティin大宮!           | 埼玉県さいたま市大宮区                | 6本撮り                  | 「イ」巻                             |                                                                                         |
| 第273回                  | 2019年12月24日           | 準レギュラー天津木村 1年半ぶりの登場!         | 埼玉県南越谷                          | 6本撮り                  | 「イ」巻                             | 木村卓寛（天津）                                                                        |
| 第274回                  | 2020年1月7日             | 恒例の飲みトークで、千鳥の不満爆発!？         | 埼玉県南越谷                          | 6本撮り                  | 「イ」巻                             |                                                                                         |
| 第275回                  | 2020年1月14日            | 武将様劇場 第一幕!!                           | 京都府                                | 5本撮り(前半)            | 「ロ」巻                             | 武将様（ミサイルマン岩部）                                                              |
| 第276回                  | 2020年1月21日            | 武将様劇場 第二幕!!                           | 京都府                                | 5本撮り(前半)            | 「ロ」巻                             | 武将様（ミサイルマン岩部）                                                              |
| 第277回                  | 2020年1月28日            | 大公開!千鳥の大漫才2019                       | 東京都渋谷区 （LINE CUBE SHIBUYA）    |                          | 「イ」「ロ」「ハ」3巻同時購入特典DVD |                                                                                         |
| 第278回                  | 2020年2月4日             | 武将様劇場 第三幕!!                           | 京都府                                | 5本撮り(後半)            | 「ロ」巻                             | 武将様（ミサイルマン岩部）                                                              |
| 第279回                  | 2020年2月11日            | 武将様劇場 第四幕!!                           | 京都府                                | 5本撮り(後半)            | 「ロ」巻                             | 武将様（ミサイルマン岩部）                                                              |
| 第280回                  | 2020年2月18日            | 菊花賞で大勝負!                               | 京都府                                | 5本撮り(後半)            | 「ロ」巻                             | 武将様（ミサイルマン岩部）                                                              |
| 第281回                  | 2020年2月25日            | 美味しい漬物で朝ごはんを食べよう!             | 埼玉県行田市                          | 5本撮り（前半）          | 「ハ」巻                             |                                                                                         |
| 第282回                  | 2020年3月3日             | 賭博破戒録いろはに千鳥!                       | 埼玉県羽生市                          | 5本撮り（前半）          | 「ハ」巻                             |                                                                                         |
| 第283回                  | 2020年3月10日            | 醤油マヨびしゃがけ選手権!                     | 埼玉県深谷市                          | 5本撮り（前半）          | 「ハ」巻                             |                                                                                         |
| 第284回                  | 2020年3月17日            | 新企画「漫画ぞっこんバラエティ!」             | 埼玉県上尾市                          | 5本撮り（前半）          | 「ハ」巻                             |                                                                                         |

| シーズン10（2020年4月～） | シーズン10（2020年4月～） | シーズン10（2020年4月～）                           | シーズン10（2020年4月～）                     | シーズン10（2020年4月～） | シーズン10（2020年4月～）            | シーズン10（2020年4月～）                                         |
| 放送回                    | 放送日（テレ玉）          | タイトル                                            | ロケ地                                        | ロケ本数                  | DVD収録                              | ゲスト                                                            |
| ------------------------- | ------------------------- | --------------------------------------------------- | --------------------------------------------- | ------------------------- | ------------------------------------ | ----------------------------------------------------------------- |
| 第285回                   | 2020年4月7日              | 絶品鍋で打ち上げロケ!                               | 埼玉県さいたま市                              | 5本撮り（後半）           |                                      |                                                                   |
| 第286回                   | 2020年4月14日             | 豪華焼鳥をかけたガチンコ卓球対決!                   | 埼玉県上尾市                                  | 7本撮り                   | 「ニ」巻                             |                                                                   |
| 第287回                   | 2020年4月21日             | ガチンコ卓球にトータルテンボス参戦!!                | 埼玉県上尾市                                  | 7本撮り                   | 「ニ」巻                             | トータルテンボス                                                  |
| 第288回                   | 2020年4月28日             | トータルテンボスとガチンコ卓球 完結編               | 埼玉県上尾市                                  | 7本撮り                   | 「ニ」巻                             | トータルテンボス                                                  |
| 第289回                   | 2020年5月5日              | トータルテンボスと漫画ぞっこんバラエティ!           | 埼玉県さいたま市                              | 7本撮り                   | 「ニ」巻                             | トータルテンボス                                                  |
| 第290回                   | 2020年5月12日             | 漫画ぞっこんバラエティwithトータルテンボス 後編     | 埼玉県さいたま市                              | 7本撮り                   | 「ニ」巻                             | トータルテンボス                                                  |
| 第291回                   | 2020年5月19日             | 千鳥とトータルテンボスの仲良し飲み会!               | 埼玉県さいたま市                              | 7本撮り                   | 「ニ」巻                             | トータルテンボス                                                  |
| 第292回                   | 2020年5月26日             | 千鳥とトータルの飲み会 後編!                        | 埼玉県さいたま市                              | 7本撮り                   | 「ニ」巻                             | トータルテンボス                                                  |
| 第293回                   | 2020年6月2日              | 千鳥本当にスゴイぞ編!!〜全てアドリブの川越回〜      | 埼玉県川越市                                  | 第3回の再放送             |                                      |                                                                   |
| 第294回                   | 2020年6月9日              | 千鳥本当にスゴイぞ編!!〜館山のイチゴ狩り〜          | 千葉県館山市                                  | 第5回の再放送             |                                      |                                                                   |
| 第295回                   | 2020年6月16日             | 新フェーズ突入!いろはにファミリーから応援メッセージ | 東京都新宿区 （吉本興業東京本社）             | 6本撮り                   | 「イ」「ロ」「ハ」3巻同時購入特典DVD | 押見泰憲（犬の心） 木村卓寛（天津）                               |
| 第296回                   | 2020年6月23日             | いろはに千鳥応援企画!ソラシド本坊&武将様登場        | 東京都新宿区 （吉本興業東京本社）             | 6本撮り                   | 「イ」「ロ」「ハ」3巻同時購入特典DVD | 武将様（ミサイルマン岩部） 本坊元児（ソラシド）                   |
| 第297回                   | 2020年6月30日             | 魅惑のタレクイズ!                                   | 東京都新宿区 （吉本興業東京本社）             | 6本撮り                   |                                      |                                                                   |
| 第298回                   | 2020年7月7日              | 感想予告ロケクイズ!                                 | 東京都新宿区 （吉本興業東京本社）             | 6本撮り                   |                                      |                                                                   |
| 第299回                   | 2020年7月14日             | 感想予告ロケクイズ第2弾!                            | 東京都新宿区 （吉本興業東京本社）             | 6本撮り                   |                                      |                                                                   |
| 第300回                   | 2020年7月21日             | 元・犬の心押見ヒストリー!                           | 東京都新宿区 （吉本興業東京本社）             | 6本撮り                   |                                      |                                                                   |
| 第301回                   | 2020年8月4日              | 千鳥の軌跡2018アンコールSP〜高校編〜                | 北海道                                        | 第211回の再放送           |                                      |                                                                   |
| 第302回                   | 2020年8月11日             | 千鳥の軌跡2018アンコールSP〜千鳥結成編〜            | 北海道                                        | 第212回の再放送           |                                      |                                                                   |
| 第303回                   | 2020年8月18日             | 千鳥の軌跡2018アンコールSP〜M-1編〜                 | 北海道                                        | 第213回の再放送           |                                      |                                                                   |
| 第304回                   | 2020年8月25日             | 千鳥の軌跡2018アンコールSP〜完結編〜                | 北海道                                        | 第214回の再放送           |                                      |                                                                   |
| 第305回                   | 2020年9月1日              | 実は今仕上がってた芸人特集!!                        | 東京都新宿区 （吉本興業東京本社）             | 4本撮り                   | 「ニ」「ホ」「ヘ」3巻同時購入特典DVD | 5GAP                                                              |
| 第306回                   | 2020年9月8日              | 実は今仕上がってた芸人特集!!②                       | 東京都新宿区 （吉本興業東京本社）             | 4本撮り                   | 「ニ」「ホ」「ヘ」3巻同時購入特典DVD | 5GAP                                                              |
| 第307回                   | 2020年9月15日             | コンテンポラリークイズ                              | 東京都新宿区 （吉本興業東京本社）             | 4本撮り                   | 「ホ」巻                             | トータルテンボス                                                  |
| 第308回                   | 2020年9月22日             | トータルテンボス大村が出禁!？ガチンコ卓球クイズ     | 東京都新宿区 （吉本興業東京本社）             | 4本撮り                   | 「ホ」巻                             | トータルテンボス 押見泰憲（犬の心）                               |
| 第309回                   | 2020年10月6日             | 龍ケ谷ドリーム王国クイズ!                           | 東京都新宿区 （吉本興業東京本社）             | 7本撮り（前半）           | 「ホ」巻                             | トータルテンボス                                                  |
| 第310回                   | 2020年10月13日            | 龍ケ谷ドリーム王国クイズ!パート②                    | 東京都新宿区 （吉本興業東京本社）             | 7本撮り（前半）           | 「ホ」巻                             | トータルテンボス                                                  |
| 第311回                   | 2020年10月20日            | 最強の探偵襲来                                      | 東京都新宿区 （吉本興業東京本社）             | 7本撮り（前半）           | 「ホ」巻                             | トータルテンボス                                                  |
| 第312回                   | 2020年11月3日             | 押見トランス、ついに改名!                           | 東京都新宿区 （吉本興業東京本社）             | 7本撮り（前半）           | 「ホ」巻                             | 押見トランス                                                      |
| 第313回                   | 2020年11月10日            | 街ブラロケに5GAPが殴り込み!                         | 東京都日本橋                                  | 7本撮り（前半）           | 「ヘ」巻                             | 5GAP                                                              |
| 第314回                   | 2020年11月17日            | いろはに千鳥ファンクラブ 未公開編                   | 埼玉県さいたま市 （さいたま市民会館おおみや） |                           |                                      |                                                                   |
| 第315回                   | 2020年12月8日             | いろはにヒストリー 抱きしめて徳井健太〜前編〜       | 東京都新宿区 （吉本興業東京本社）             | 7本撮り（後半）           | 「ヘ」巻                             | 徳井健太（平成ノブシコブシ）                                      |
| 第316回                   | 2020年12月15日            | いろはにヒストリー 抱きしめて徳井健太〜後編〜       | 東京都新宿区 （吉本興業東京本社）             | 7本撮り（後半）           | 「ヘ」巻                             | 徳井健太（平成ノブシコブシ） 吉村崇（平成ノブシコブシ）           |
| 第317回                   | 2020年12月22日            | いろはにオールスターズ大集合!                       | 東京都新宿区 （吉本興業東京本社）             | 4本撮り                   |                                      | 5GAP                                                              |
| 第318回                   | 2021年1月12日             | 「クイズ!5GAP」開催!!                               | 東京都新宿区 （吉本興業東京本社）             | 4本撮り                   |                                      | 5GAP                                                              |
| 第319回                   | 2021年1月19日             | 大好評!クイズ5GAP第2弾                              | 東京都新宿区 （吉本興業東京本社）             | 4本撮り                   |                                      | 5GAP                                                              |
| 第320回                   | 2021年1月26日             | ついに完結!クイズ5GAP                               | 東京都新宿区 （吉本興業東京本社）             | 4本撮り                   |                                      | 5GAP                                                              |
| 第321回                   | 2021年2月2日              | いろはに千鳥激推し芸人5GAPが改名!?                  | 東京都新宿区 （吉本興業東京本社）             | 3本撮り                   |                                      | 5GAP                                                              |
| 第322回                   | 2021年2月9日              | いろはに千鳥カルトクイズ!                           | 東京都新宿区 （吉本興業東京本社）             | 3本撮り                   | 「ニ」「ホ」「ヘ」3巻同時購入特典DVD |                                                                   |
| 第323回                   | 2021年2月16日             | いろはに千鳥名場面ランキング                        | 東京都新宿区 （吉本興業東京本社）             | 3本撮り                   |                                      |                                                                   |
| 第324回                   | 2021年2月23日             | RGのあるあるを当てろ!クイズあるあるRG               | 東京都新宿区 （吉本興業東京本社）             | 5本撮り                   |                                      | レイザーラモンRG                                                  |
| 第325回                   | 2021年3月2日              | ノブのMC仕事を脅かす本格派MCが登場!                 | 東京都新宿区 （吉本興業東京本社）             | 5本撮り                   | 「ヘ」巻                             | あべこうじ キクチウソツカナイ。 タケト（元Bコース）               |
| 第326回                   | 2021年3月9日              | 第2夜開幕!本格派MC芸人特集                          | 東京都新宿区 （吉本興業東京本社）             | 5本撮り                   | 「ヘ」巻                             | あべこうじ キクチウソツカナイ。 タケト（元Bコース）               |
| 第327回                   | 2021年3月16日             | 今夜遂に完結!本格派MC芸人特集                       | 東京都新宿区 （吉本興業東京本社）             | 5本撮り                   | 「ヘ」巻                             | あべこうじ キクチウソツカナイ。 タケト（元Bコース）               |
| 第328回                   | 2021年3月23日             | 武将様登場!そしてついに決定!5GAP秋本の新芸名!       | 東京都新宿区 （吉本興業東京本社）             | 5本撮り                   |                                      | ゴエ爺（浅越ゴエ） すゑひろがりず 5GAP 武将様（ミサイルマン岩部） |

| シーズン11（2021年4月～） | シーズン11（2021年4月～） | シーズン11（2021年4月～）                         | シーズン11（2021年4月～）         | シーズン11（2021年4月～）                                   | シーズン11（2021年4月～）                       | シーズン11（2021年4月～） |
| 放送回                    | 放送日（テレ玉）          | タイトル                                          | ロケ地                            | ロケ本数                                                    | DVD収録                                         | ゲスト                    |
| ------------------------- | ------------------------- | ------------------------------------------------- | --------------------------------- | ----------------------------------------------------------- | ----------------------------------------------- | ------------------------- |
| 第329回                   | 2021年4月6日              | 大好評!芸人クイズ第3弾                            | 東京都新宿区 （吉本興業東京本社） | 4本撮り                                                     |                                                 | インポッシブル            |
| 第330回                   | 2021年4月13日             | 大好評!芸人クイズ第3弾 QUIZインポッシブル後半戦   | 東京都新宿区 （吉本興業東京本社） | 4本撮り                                                     |                                                 | インポッシブル            |
| 第331回                   | 2021年4月20日             | 沖縄最新おすすめスポット情報2021                  | 東京都新宿区 （吉本興業東京本社） | 4本撮り                                                     | 「ト」巻                                        | ゆっきー（キャン×キャン） |
| 第332回                   | 2021年4月27日             | 沖縄最新おすすめスポット情報2021 完結編           | 東京都新宿区 （吉本興業東京本社） | 4本撮り                                                     | 「ト」巻                                        | ゆっきー（キャン×キャン） |
| 第333回                   | 2021年5月4日              | 歴代衣装コレクション                              | 東京都新宿区 （吉本興業東京本社） |                                                             | 「ト」巻                                        |                           |
| 第334回                   | 2021年5月11日             | QUIZトータルテンボス                              | 東京都新宿区 （吉本興業東京本社） |                                                             | トータルテンボス                                |                           |
| 第335回                   | 2021年5月18日             | マニアックネタ選手権                              | 東京都新宿区 （吉本興業東京本社） | 「ト」巻                                                    | THIS IS パン 5GAP                               |                           |
| 第336回                   | 2021年5月25日             | マニアックネタ選手権 後編                         | 東京都新宿区 （吉本興業東京本社） | 「ト」巻                                                    | THIS IS パン 5GAP                               |                           |
| 第337回                   | 2021年6月1日              | QUIZあるあるRG パート2                            | 東京都新宿区 （吉本興業東京本社） |                                                             | レイザーラモンRG                                |                           |
| 第338回                   | 2021年6月8日              | おしみんまる特集                                  | 東京都新宿区 （吉本興業東京本社） | おしみんまる（元犬の心） バス村（ブロードキャスト!!吉村）   |                                                 |                           |
| 第339回                   | 2021年6月15日             | 天津木村岩手へ                                    | 東京都新宿区 （吉本興業東京本社） | 天津木村                                                    |                                                 |                           |
| 第340回                   | 2021年6月22日             | 天津木村5年間の軌跡 完結編                        | 東京都新宿区 （吉本興業東京本社） | 天津木村                                                    |                                                 |                           |
| 第341回                   | 2021年7月6日              | ビッグビジネス来たる!                             | 東京都中央区 （日本橋西川）       | 5GAP                                                        |                                                 |                           |
| 第342回                   | 2021年7月13日             | ビッグビジネス来たる! 後編                        | 東京都中央区 （日本橋西川）       | 5GAP                                                        |                                                 |                           |
| 第343回                   | 2021年7月20日             | はじめまして千鳥さん                              | 東京都新宿区 （吉本興業東京本社） | 「チ」巻                                                    | ウォンバット ブラゴーリ まんじろう              |                           |
| 第344回                   | 2021年7月27日             | はじめまして千鳥さん 後編                         | 東京都新宿区 （吉本興業東京本社） | 「チ」巻                                                    | ウォンバット ブラゴーリ まんじろう              |                           |
| 第345回                   | 2021年8月3日              | いろはに千鳥失言集                                | 東京都新宿区 （吉本興業東京本社） |                                                             |                                                 |                           |
| 第346回                   | 2021年8月10日             | 吉本若手芸人が震撼!2020年の重大事件               | 東京都新宿区 （吉本興業東京本社） | そいそ〜す 令和ロマン                                       |                                                 |                           |
| 第347回                   | 2021年8月17日             | QUIZななまがり                                    | 東京都新宿区 （吉本興業東京本社） | 「チ」巻                                                    | ななまがり                                      |                           |
| 第348回                   | 2021年8月24日             | QUIZななまがり 後半戦                             | 東京都新宿区 （吉本興業東京本社） | 「チ」巻                                                    | ななまがり                                      |                           |
| 第349回                   | 2021年9月7日              | 第1回豚バラびしゃがけ選手権                       | 東京都新宿区 （吉本興業東京本社） | 「チ」巻                                                    |                                                 |                           |
| 第350回                   | 2021年9月14日             | イチナナ-1グランプリ                              | 東京都新宿区 （吉本興業東京本社） |                                                             |                                                 |                           |
| 第351回                   | 2021年9月21日             | QUIZ大自然                                        | 東京都新宿区 （吉本興業東京本社） | 大自然                                                      |                                                 |                           |
| 第352回                   | 2021年10月5日             | QUIZ大自然 後半戦                                 | 東京都新宿区 （吉本興業東京本社） | 大自然                                                      |                                                 |                           |
| 第353回                   | 2021年10月12日            | ダイアンのYOU&TUBE特集                            | 東京都新宿区 （吉本興業東京本社） | 「リ」巻                                                    | ダイアン                                        |                           |
| 第354回                   | 2021年10月19日            | ダイアンのYOU&TUBE特集 完結編                     | 東京都新宿区 （吉本興業東京本社） | 「リ」巻                                                    | ダイアン                                        |                           |
| 第355回                   | 2021年10月26日            | QUIZサンクチュアリ                                | 東京都新宿区 （吉本興業東京本社） |                                                             | トータルテンボス                                |                           |
| 第356回                   | 2021年11月2日             | QUIZサンクチュアリ 後半戦                         | 東京都新宿区 （吉本興業東京本社） |                                                             | トータルテンボス                                |                           |
| 第357回                   | 2021年11月9日             | 第2回豚バラびしゃがけ選手権                       | 東京都新宿区 （吉本興業東京本社） |                                                             | トータルテンボス                                |                           |
| 第358回                   | 2021年11月16日            | 奥様応援企画!絶品グルメをプレゼン!                | 東京都新宿区 （吉本興業東京本社） | さんさんず 素敵じゃないか ブロードキャスト!! まぼろしのアレ |                                                 |                           |
| 第359回                   | 2021年11月23日            | いろはに千鳥ビギナーズ                            | 東京都新宿区 （吉本興業東京本社） |                                                             |                                                 |                           |
| 第360回                   | 2021年12月14日            | 武将様劇場 開幕                                   | 東京都新宿区 （吉本興業東京本社） | 「リ」巻                                                    | 武将様（ミサイルマン岩部）                      |                           |
| 第361回                   | 2021年12月21日            | 武将様劇場 第二幕                                 | 東京都新宿区 （吉本興業東京本社） | 「リ」巻                                                    | 武将様（ミサイルマン岩部）                      |                           |
| 第362回                   | 2021年12月28日            | 武将様劇場 完結篇                                 | 東京都新宿区 （吉本興業東京本社） | 「リ」巻                                                    | 武将様（ミサイルマン岩部）                      |                           |
| 第363回                   | 2022年1月11日             | お年賀企画                                        | 東京都新宿区 （吉本興業東京本社） |                                                             |                                                 |                           |
| 第364回                   | 2022年1月18日             | 時代の最先端 イリュージョン特集                   | 東京都新宿区 （吉本興業東京本社） | 「ト」「チ」「リ」3巻同時購入特典DVD                        | ウエスP                                         |                           |
| 第365回                   | 2022年1月25日             | 新企画 召し上がれ千鳥さん                         | 東京都新宿区 （吉本興業東京本社） | 「ト」「チ」「リ」3巻同時購入特典DVD                        | ブルーレディ マリーマリー ラタタッタ            |                           |
| 第366回                   | 2022年2月1日              | 召し上がれ千鳥さん 後半戦                         | 東京都新宿区 （吉本興業東京本社） | 「ト」「チ」「リ」3巻同時購入特典DVD                        | シシガシラ ブルーレディ マリーマリー ラタタッタ |                           |
| 第367回                   | 2022年2月8日              | いろはに千鳥大問題                                | 東京都新宿区 （吉本興業東京本社） |                                                             | 5GAP                                            |                           |
| 第368回                   | 2022年2月15日             | いろはに千鳥大問題 後編                           | 東京都新宿区 （吉本興業東京本社） | 5GAP おしみんまる（元犬の心）                               |                                                 |                           |
| 第369回                   | 2022年3月1日              | 特別企画!いろはに千鳥ビギナーズプレイバック       |                                   |                                                             |                                                 |                           |
| 第370回                   | 2022年3月8日              | 特別企画!いろはに千鳥ビギナーズプレイバック 第2夜 |                                   |                                                             |                                                 |                           |
| 第371回                   | 2022年3月15日             | 特別企画!いろはに千鳥ビギナーズプレイバック 第3夜 |                                   |                                                             |                                                 |                           |
| 第372回                   | 2022年3月22日             | 特別企画!いろはに千鳥ビギナーズプレイバック 第4夜 |                                   |                                                             |                                                 |                           |

| シーズン12（2022年4月～） | シーズン12（2022年4月～） | シーズン12（2022年4月～）                                                                             | シーズン12（2022年4月～）           | シーズン12（2022年4月～）                                                    | シーズン12（2022年4月～）             | シーズン12（2022年4月～） |
| 放送回                    | 放送日（テレ玉）          | タイトル                                                                                              | ロケ地                              | ロケ本数                                                                     | DVD収録                               | ゲスト                    |
| ------------------------- | ------------------------- | --- | ----------------------------------- | ---------------------------------------------------------------------------- | ------------------------------------- | ------------------------- |
| 第373回                   | 2022年4月5日              | QUIZあるあるRG 前編                                                                                   | 東京都新宿区 （吉本興業東京本社）   |                                                                              |                                       | レイザーラモンRG          |
| 第374回                   | 2022年4月12日             | QUIZあるあるRG 後編                                                                                   | 東京都新宿区 （吉本興業東京本社）   |                                                                              |                                       | レイザーラモンRG          |
| 第375回                   | 2022年4月19日             | QUIZしずる                                                                                            | 東京都新宿区 （吉本興業東京本社）   | 「ヌ」巻                                                                     | しずる                                |                           |
| 第376回                   | 2022年4月26日             | QUIZしずる 後半戦                                                                                     | 東京都新宿区 （吉本興業東京本社）   | 「ヌ」巻                                                                     |                                       |                           |
| 第377回                   | 2022年5月3日              | 第1回 次世代ハゲ‐1グランプリ                                                                          | 東京都新宿区 （吉本興業東京本社）   | 「ヌ」巻                                                                     | ギョ雷魚 さんさんず シシガシラ 5GAP   |                           |
| 第378回                   | 2022年5月10日             | 第1回 次世代ハゲ‐1グランプリ 後半戦                                                                   | 東京都新宿区 （吉本興業東京本社）   | 「ヌ」巻                                                                     | ギョ雷魚 さんさんず シシガシラ 5GAP   |                           |
| 第379回                   | 2022年5月17日             | QUIZ ニューヨーク前半戦                                                                               | 東京都新宿区 （吉本興業東京本社）   | 「ヌ」巻                                                                     | ニューヨーク                          |                           |
| 第380回                   | 2022年5月24日             | QUIZ ニューヨーク後半戦                                                                               | 東京都新宿区 （吉本興業東京本社）   | 「ヌ」巻                                                                     | ニューヨーク                          |                           |
| 第381回                   | 2022年6月7日              | 第1回フライびしゃがけ選手権                                                                           | 東京都新宿区 （吉本興業東京本社）   | 「ル」巻                                                                     |                                       |                           |
| 第382回                   | 2022年6月14日             | 第1回フライびしゃがけ選手権後半戦                                                                     | 東京都新宿区 （吉本興業東京本社）   | 「ル」巻                                                                     |                                       |                           |
| 第383回                   | 2022年6月21日             | 芸能人自腹お買い物バラエティー                                                                        | 東京都千代田区 （サンコー株式会社） | 「ル」巻                                                                     |                                       |                           |
| 第384回                   | 2022年6月28日             | 芸能人自腹お買い物バラエティー                                                                        | 東京都千代田区 （サンコー株式会社） | 「ル」巻                                                                     |                                       |                           |
| 第385回                   | 2022年7月5日              | 米ひきだしバラエティー                                                                                | 東京都渋谷区 （おこん）             | 「ル」巻                                                                     |                                       |                           |
| 第386回                   | 2022年7月12日             | 米ひきだしバラエティー完結編                                                                          | 東京都渋谷区 （おこん）             | 「ル」巻                                                                     |                                       |                           |
| 第387回                   | 2022年8月2日              | QUIZななまがり Part2                                                                                  | 東京都新宿区 （吉本興業東京本社）   | 「ヲ」巻                                                                     | ななまがり                            |                           |
| 第388回                   | 2022年8月9日              | QUIZななまがり Part2後半戦                                                                            | 東京都新宿区 （吉本興業東京本社）   | 「ヲ」巻                                                                     | ななまがり                            |                           |
| 第389回                   | 2022年8月16日             | 崖っぷち芸人特集                                                                                      | 東京都新宿区 （吉本興業東京本社）   | 「ヲ」巻                                                                     | おしみんまる                          |                           |
| 第390回                   | 2022年8月23日             | 崖っぷち芸人特集 完結編                                                                               | 東京都新宿区 （吉本興業東京本社）   | 「ヲ」巻                                                                     | おしみんまる                          |                           |
| 第391回                   | 2022年8月30日             | QUIZソラシド本坊                                                                                      | 東京都新宿区 （吉本興業東京本社）   | 「ヲ」巻                                                                     | ソラシド本坊                          |                           |
| 第392回                   | 2022年9月6日              | QUIZソラシド本坊後半戦                                                                                | 東京都新宿区 （吉本興業東京本社）   | 「ヲ」巻                                                                     | ソラシド本坊                          |                           |
| 第393回                   | 2022年9月13日             | 第1回明太子びしゃがけ選手権                                                                           | 東京都新宿区 （吉本興業東京本社）   |                                                                              |                                       |                           |
| 第394回                   | 2022年9月20日             | 2年半ぶりの埼玉ロケ                                                                                   | 埼玉県川越市                        |                                                                              |                                       |                           |
| 第395回                   | 2022年10月4日             | ガチンコ卓球バラエティ いろはに千鳥                                                                   | 埼玉県川越市                        | 「ヌ」「ル」「ヲ」3巻同時購入特典DVD                                         | トータルテンボス                      |                           |
| 第396回                   | 2022年10月11日            | ガチンコ卓球バラエティ いろはに千鳥 完結編                                                            | 埼玉県川越市                        | 「ヌ」「ル」「ヲ」3巻同時購入特典DVD                                         | トータルテンボス                      |                           |
| 第397回                   | 2022年10月18日            | 絶品ラーメン企画                                                                                      | 埼玉県川島町                        | 「ヌ」「ル」「ヲ」3巻同時購入特典DVD                                         | トータルテンボス                      |                           |
| 第398回                   | 2022年10月25日            | ロケ恒例!居酒屋打ち上げ企画                                                                           | 埼玉県鶴ヶ島市                      | 「ヌ」「ル」「ヲ」3巻同時購入特典DVD                                         |                                       |                           |
| 第399回                   | 2022年11月1日             | 毎年恒例!西川ロケ第3弾                                                                                | 東京都中央区 （西川本社）           |                                                                              | おしみんまる シシガシラ 5GAP 守谷日和 |                           |
| 第400回                   | 2022年11月8日             | いろはに千鳥 ガチンコ卓球大会                                                                         | 東京都中央区 （西川本社）           |                                                                              | おしみんまる シシガシラ 5GAP 守谷日和 |                           |
| 第401回                   | 2022年11月15日            | 武将様劇場2022                                                                                        | 東京都新宿区 （吉本興業東京本社）   | 武将様（ミサイルマン岩部）                                                   |                                       |                           |
| 第402回                   | 2022年11月22日            | 武将様劇場 第二幕                                                                                     | 東京都新宿区 （吉本興業東京本社）   | 武将様（ミサイルマン岩部）                                                   |                                       |                           |
| 第403回                   | 2022年12月6日             | 武将様劇場 完結編                                                                                     | 東京都新宿区 （吉本興業東京本社）   | 武将様（ミサイルマン岩部）                                                   |                                       |                           |
| 第404回                   | 2022年12月13日            | 1年目芸人が大集合!                                                                                    | 東京都新宿区 （吉本興業東京本社）   | アンビション かけおち YOFUKASHI                                              |                                       |                           |
| 第405回                   | 2022年12月20日            | 第1回豚しゃぶびしゃがけ選手権                                                                         | 東京都新宿区 （吉本興業東京本社）   |                                                                              |                                       |                           |
| 第406回                   | 2023年1月10日             | 番組10年目に突入!千鳥の二人に必要なもの                                                               | 東京都新宿区 （吉本興業東京本社）   | キクチウソツカナイ。 タケト                                                  |                                       |                           |
| 第407回                   | 2023年1月17日             | もう一つのM-1 前説-1グランプリ                                                                        | 東京都新宿区 （吉本興業東京本社）   | カゲヤマ キクチウソツカナイ。 タケト ネイチャーバーガー まんぷくユナイテッド |                                       |                           |
| 第408回                   | 2023年1月24日             | 若手ホープ芸人企画                                                                                    | 東京都新宿区 （吉本興業東京本社）   | かけおち 10億円 ナイチンゲールダンス YOFUKASHI                               |                                       |                           |
| 第409回                   | 2023年1月31日             | おしみんまる先生が若手に伝えたい芸人の現実                                                            | 東京都新宿区 （吉本興業東京本社）   | かけおち 10億円 ナイチンゲールダンス YOFUKASHI おしみんまる                  |                                       |                           |
| 第410回                   | 2023年2月7日              | 10年目突入!半年ぶりの埼玉ロケ                                                                         | 埼玉県春日部市                      |                                                                              |                                       |                           |
| 第411回                   | 2023年2月14日             | 埼玉食べ尽くしツアーズ 最高の朝食編                                                                   | 埼玉県春日部市 （てんぷら拓）       |                                                                              |                                       |                           |
| 第412回                   | 2023年2月21日             | 埼玉食べ尽くしツアーズ バター醤油びしゃがけ編                                                         | 埼玉県川越市 （鉄板焼きLuce）       |                                                                              |                                       |                           |
| 第413回                   | 2023年2月28日             | いろはに千鳥ビギナーズプレイバック その(1)「カラーボール工場でハプニング発生」をプレイバック!         |                                     |                                                                              |                                       |                           |
| 第414回                   | 2023年3月7日              | いろはに千鳥ビギナースプレイバック その(2)「深夜の川越アクション教室」をプレイバック!                 |                                     |                                                                              |                                       |                           |
| 第415回                   | 2023年3月14日             | いろはに千鳥ビギナースプレイバック その(3)「千鳥、猫に化かされる!?〜空想の羽生ロケ〜」をプレイバック! |                                     |                                                                              |                                       |                           |
| 第416回                   | 2023年3月21日             | いろはに千鳥ビギナースプレイバック その(4)「千鳥VSマダムチーム!ガチンコ卓球対決」をプレイバック!      |                                     |                                                                              |                                       |                           |

| シーズン13（2023年4月～） | シーズン13（2023年4月～） | シーズン13（2023年4月～）                                                                | シーズン13（2023年4月～）           | シーズン13（2023年4月～） | シーズン13（2023年4月～）                 | シーズン13（2023年4月～） |
| 放送回                    | 放送日（テレ玉）          | タイトル                                                                                 | ロケ地                              | ロケ本数                  | DVD収録                                   | ゲスト                    |
| ------------------------- | ------------------------- | ---------------------------------------------------------------------------------------- | ----------------------------------- | ------------------------- | ----------------------------------------- | ------------------------- |
| 第417回                   | 2023年4月4日              | 埼玉食べ尽くしツアーズ 新年会編                                                          | 埼玉県ふじみ野市 （しょうざん大穀） |                           |                                           |                           |
| 第418回                   | 2023年4月11日             | 10周年記念 初心に戻り改心せよ!千鳥失言集                                                 | 埼玉県ふじみ野市 （しょうざん大穀） |                           |                                           |                           |
| 第419回                   | 2023年4月18日             | 千鳥にTVerアワード受賞を報告する回                                                       | 東京都新宿区 （吉本興業東京本社）   | 7本撮り                   |                                           |                           |
| 第420回                   | 2023年4月25日             | 新時代到来!?若手芸人たちに千鳥が大ハマり!                                                | 東京都新宿区 （吉本興業東京本社）   | 7本撮り                   | ナイチンゲールダンス 太鵬 鶴亀 ミヤコジマ |                           |
| 第421回                   | 2023年5月2日              | 若手ツッコミ達者芸人                                                                     | 東京都新宿区 （吉本興業東京本社）   | 7本撮り                   | ナイチンゲールダンス 太鵬 鶴亀 ミヤコジマ |                           |
| 第422回                   | 2023年5月9日              | 千鳥の地元愛をチェック!岡山クイズ                                                        | 東京都新宿区 （吉本興業東京本社）   | 7本撮り                   | 久代萌美                                  |                           |
| 第423回                   | 2023年5月16日             | 祝!放送10年目アニバーサリー企画                                                          | 東京都新宿区 （吉本興業東京本社）   | 7本撮り                   |                                           |                           |
| 第424回                   | 2023年5月30日             | 天津木村 岩手移住大成功報告会                                                            | 東京都新宿区 （吉本興業東京本社）   | 7本撮り                   | 天津木村                                  |                           |
| 第425回                   | 2023年6月6日              | 第1回ポテサラびしゃがけ選手権                                                            | 東京都新宿区 （吉本興業東京本社）   | 7本撮り                   |                                           |                           |
| 第426回                   | 2023年6月13日             | 世界的卓球用品メーカーでガチンコ卓球!                                                    | 東京都杉並区 （タマス本社）         | 9本撮り                   |                                           |                           |
| 第427回                   | 2023年6月20日             | 最強ペアが登場!ラケット賭けガチンコ卓球                                                  | 東京都杉並区 （タマス本社）         | 9本撮り                   |                                           |                           |
| 第428回                   | 2023年6月27日             | 若手芸人ガチンコ卓球トーナメント                                                         | 東京都杉並区 （タマス本社）         | 9本撮り                   | さんさんず シシガシラ 太鵬 鶴亀           |                           |
| 第429回                   | 2023年7月4日              | 新企画!まだ予約の取れるレストラン                                                        | 東京都杉並区 （創作割烹おあそび）   | 9本撮り                   |                                           |                           |
| 第430回                   | 2023年7月11日             | QUIZ銀シャリ                                                                             | 東京都新宿区 （吉本興業東京本社）   | 9本撮り                   | 銀シャリ                                  |                           |
| 第431回                   | 2023年8月1日              | QUIZ銀シャリ 後半戦                                                                      | 東京都新宿区 （吉本興業東京本社）   | 9本撮り                   | 銀シャリ                                  |                           |
| 第432回                   | 2023年8月8日              | ゆっきープレゼン 「沖縄最新情報2023」                                                    | 東京都新宿区 （吉本興業東京本社）   | 9本撮り                   | ゆっきー（キャン×キャン）                 |                           |
| 第433回                   | 2023年8月15日             | ゆっきープレゼン 「沖縄穴場グルメ2023」                                                  | 東京都新宿区 （吉本興業東京本社）   | 9本撮り                   | ゆっきー（キャン×キャン）                 |                           |
| 第434回                   | 2023年8月22日             | 東京吉本へ いらっしゃ～い                                                                | 東京都新宿区 （吉本興業東京本社）   | 9本撮り                   | 紅しょうが エルフ YOFUKASHI               |                           |
| 第435回                   | 2023年8月29日             | 老舗旅館で最高の昼食                                                                     | 埼玉県飯能市 （大松閣）             | 6本撮り                   |                                           |                           |
| 第436回                   | 2023年9月5日              | 最高の昼食を手に入れろ!ガチンコ卓球対決                                                  | 埼玉県飯能市 （大松閣）             | 6本撮り                   |                                           |                           |
| 第437回                   | 2023年9月12日             | 千鳥の愛妻通販                                                                           | 埼玉県三芳町 （常陸屋）             | 6本撮り                   |                                           |                           |
| 第438回                   | 2023年9月19日             | 今週も驚愕!千鳥の愛妻通販                                                                | 埼玉県三芳町 （常陸屋）             | 6本撮り                   |                                           |                           |
| 第439回                   | 2023年10月3日             | 幸手市にあった!まだ予約の取れるレストラン                                                | 埼玉県幸手市 （旬彩 本多）          | 6本撮り                   |                                           |                           |
| 第440回                   | 2023年10月10日            | 幸手市にあった!まだ予約の取れるレストラン その2                                          | 埼玉県幸手市 （旬彩 本多）          | 6本撮り                   |                                           |                           |
| 第441回                   | 2023年10月17日            | QUIZななまがりpart3                                                                      | 東京都新宿区 （吉本興業東京本社）   |                           | ななまがり                                |                           |
| 第442回                   | 2023年10月24日            | QUIZななまがりpart3 後半戦                                                               | 東京都新宿区 （吉本興業東京本社）   |                           | ななまがり                                |                           |
| 第443回                   | 2023年11月7日             | こんなところで○○企画!                                                                    | 東京都杉並区（阿佐ヶ谷）            |                           |                                           |                           |
| 第444回                   | 2023年11月14日            | 千鳥衝撃!激うま焼肉屋登場                                                                | 東京都杉並区（一億兆）              |                           |                                           |                           |
| 第445回                   | 2023年11月21日            | 飛び出すか!?予言された料理の感想                                                         | 東京都杉並区（一億兆）              |                           |                                           |                           |
| 第446回                   | 2023年11月28日            | 東京で売れろ!ガクテンソク登場                                                            | 東京都新宿区 （吉本興業東京本社）   | ガクテンソク              |                                           |                           |
| 第447回                   | 2023年12月5日             | THE SECOND王者 ギャロップ凱旋                                                            | 東京都新宿区 （吉本興業東京本社）   | ギャロップ                |                                           |                           |
| 第448回                   | 2023年12月12日            | QUIZ DJ KELLY                                                                            | 東京都新宿区 （吉本興業東京本社）   | ギャロップ                |                                           |                           |
| 第449回                   | 2023年12月19日            | QUIZ DJ KELLY後編                                                                        | 東京都新宿区 （吉本興業東京本社）   | ギャロップ                |                                           |                           |
| 第450回                   | 2024年1月9日              | QUIZライス                                                                               | 東京都新宿区 （吉本興業東京本社）   | ライス                    |                                           |                           |
| 第451回                   | 2024年1月16日             | QUIZライス後編                                                                           | 東京都新宿区 （吉本興業東京本社）   | ライス                    |                                           |                           |
| 第452回                   | 2024年1月23日             | 人気企画!まだ予約のとれるレストラン リサーチ                                             | 東京都新宿区 （吉本興業東京本社）   |                           |                                           |                           |
| 第453回                   | 2024年1月30日             | 行列にはならないで!まだギリ予約の取れるレストラン                                        | 東京都中野区（江古田）              |                           |                                           |                           |
| 第454回                   | 2024年2月6日              | 行列にはならないで!まだギリ予約の取れるレストラン その2                                  | 東京都中野区（江古田）              |                           |                                           |                           |
| 第455回                   | 2024年2月13日             | 千鳥のワイワイバトルスピリッツ                                                           | 東京都台東区（東上野）              |                           |                                           |                           |
| 第456回                   | 2024年2月20日             | 人気企画!まだ予約のとれるレストランin笹塚                                                | 東京都渋谷区（洋食屋マック）        |                           |                                           |                           |
| 第457回                   | 2024年2月27日             | いろはに千鳥ビギナーズプレイバック その(1)「ガチンコ卓球バラエティ いろはに千鳥」        |                                     |                           |                                           |                           |
| 第458回                   | 2024年3月5日              | いろはに千鳥ビギナーズプレイバック その(2)「ガチンコ卓球バラエティ いろはに千鳥 完結編」 |                                     |                           |                                           |                           |
| 第459回                   | 2024年3月12日             | いろはに千鳥ビギナーズプレイバック その(3)「絶品ラーメン企画」                           |                                     |                           |                                           |                           |
| 第460回                   | 2024年3月19日             | いろはに千鳥ビギナーズプレイバック その(4)「ロケ恒例!居酒屋打ち上げ企画」                |                                     |                           |                                           |                           |

| シーズン14（2024年4月～） | シーズン14（2024年4月～） | シーズン14（2024年4月～） | シーズン14（2024年4月～）                      | シーズン14（2024年4月～） | シーズン14（2024年4月～）  | シーズン14（2024年4月～） |
| 放送回                    | 放送日（テレ玉）          | タイトル | ロケ地                                         | ロケ本数                  | DVD収録                    | ゲスト                    |
| ------------------------- | ------------------------- | --- | ---------------------------------------------- | ------------------------- | -------------------------- | ------------------------- |
| 第461回                   | 2024年4月9日              | クセスゴ絶品パスタ回!大好きなパスタを堪能する千鳥の二人。しかしただのパスタ屋とは思えないサービスが続々と繰り広げられ・・・このお店は一体!?              | 東京都中央区（銀座）                           | 7本撮り                   |                            |                           |
| 第462回                   | 2024年4月16日             | 絶品パスタ回!後編 プロマジシャンたちのパフォーマンスに振り回される千鳥。絶品パスタとマジックショーに大興奮の2人に大注目!                                 | 東京都中央区（銀座）                           | 7本撮り                   |                            |                           |
| 第463回                   | 2024年4月23日             | 人気企画!「芸能人自腹お買い物バラエティ」 人生100年時代。40代半ばに突入する千鳥の2人があと50年漫才をするために必要なものとは？                           | 東京都中央区（茅場町株式会社ドリーム）         | 7本撮り                   |                            |                           |
| 第464回                   | 2024年4月30日             | 2年連続!千鳥にTVerアワード受賞報告回 ちどらーの皆さんのおかげで2年連続でTVerアワード2023特別賞を受賞!今回は昨年TVerで再生回数TOP10を千鳥と振り返ります。 | 東京都中央区（茅場町株式会社ドリーム）         | 7本撮り                   |                            |                           |
| 第465回                   | 2024年5月7日              | あの激戦が再び!「千鳥のワイワイバトルスピリッツ」前編 | 東京都中央区（日本橋ラクーンホールディングス） | 7本撮り                   |                            |                           |
| 第466回                   | 2024年5月14日             | 「千鳥のワイワイバトルスピリッツ」後編 | 東京都中央区（日本橋ラクーンホールディングス） | 7本撮り                   |                            |                           |
| 第467回                   | 2024年5月21日             | 絶品グルメ回!～豚肉料理編～ 黒豚の本場・鹿児島県産の名店「華蓮」で絶品豚肉料理を堪能!鹿児島の豚肉は果たして千鳥を満足させられるのか!？                   | 東京都中央区（銀座 ESTADO GINZA）              | 7本撮り                   |                            |                           |
| 第468回                   | 2024年5月28日             | DVD発売記念「いつ行くの？今でしょ!まだ予約の取れるレストランリサーチ」                                                                                   | 東京都世田谷区（二子玉川ライズ）               | 7本撮り                   |                            |                           |
| 第469回                   | 2024年6月4日              | DVD発売記念「いつ行くの？今でしょ!まだ予約の取れるレストランリサーチ」後編                                                                               | 東京都世田谷区（二子玉川ライズ）               | 7本撮り                   |                            |                           |
| 第470回                   | 2024年6月11日             | オズワルド初登場! いろはに千鳥にオズワルドが初登場。意外と知らなかった!？大人気コンビの経歴を改めておさらいしよう!                                       | 東京都新宿区 （吉本興業東京本社）              | 8本撮り                   | オズワルド                 |                           |
| 第471回                   | 2024年6月18日             | 新企画!「いろはにポエトリー」 | 東京都新宿区 （吉本興業東京本社）              | 8本撮り                   | オズワルド                 |                           |
| 第472回                   | 2024年6月25日             | 初登場!空気階段 大人気コンビ・空気階段が初登場!意外と見たことがなかった!?千鳥とのトークが実現!                                                           | 東京都新宿区 （吉本興業東京本社）              | 8本撮り                   | 空気階段                   |                           |
| 第473回                   | 2024年7月2日              | QUIZ空気階段 空気階段の下ネタを当てろ! 千鳥が釘付けになる空気階段ワールドを要チェック!                                                                   | 東京都新宿区 （吉本興業東京本社）              | 8本撮り                   | 空気階段                   |                           |
| 第474回                   | 2024年7月9日              | とろサーモン参戦!千鳥の長年の盟友･とろサーモン。 今回も独自の世界観で千鳥を大きくかき乱す!                                                               | 東京都新宿区 （吉本興業東京本社）              | 8本撮り                   | とろサーモン               |                           |
| 第475回                   | 2024年7月30日             | QUIZとろサーモン後編 | 東京都新宿区 （吉本興業東京本社）              | 8本撮り                   | とろサーモン               |                           |
| 第476回                   | 2024年8月6日              | いろはに千鳥失言集 BEST7 | 東京都新宿区 （吉本興業東京本社）              | 8本撮り                   |                            |                           |
| 第477回                   | 2024年8月13日             | 東京NO.1つけそば『でき心』 | 東京都武蔵野市（中華つけ蕎麦 でき心）          | 8本撮り                   |                            |                           |
| 第478回                   | 2024年8月20日             | 北本市の絶品麻婆豆腐で汗かき復活! | 埼玉県北本市（恋人は麻婆豆腐）                 | 8本撮り                   |                            |                           |
| 第479回                   | 2024年8月27日             | 腸活企画第2弾!「ベトナム式顔ツボ」 | 埼玉県北本市（Green Essence）                  | 8本撮り                   |                            |                           |
| 第480回                   | 2024年9月3日              | ノーカット28分完パケQUIZ! | 埼玉県久喜市（郷乃蔵）                         | 8本撮り                   |                            |                           |
| 第481回                   | 2024年9月10日             | 第4弾!「芸能人自腹お買い物バラエティー」 | 埼玉県さいたま市（岩谷産業関東支社）           | 8本撮り                   |                            |                           |
| 第482回                   | 2024年9月17日             | 「芸能人自腹お買い物バラエティー」後編 | 埼玉県さいたま市（岩谷産業関東支社）           | 8本撮り                   |                            |                           |
| 第483回                   | 2024年10月8日             | 第3弾!千鳥のワイワイバトルスピリッツ | 埼玉県川口市（アイ・プロダクション）           | 8本撮り                   |                            |                           |
| 第484回                   | 2024年10月15日            | 第2弾!メヒカリを置いてる店は間違いない（前編） | 埼玉県川口市（磯魚料理 武）                    | 8本撮り                   |                            |                           |
| 第485回                   | 2024年10月22日            | 第2弾!メヒカリを置いてる店は間違いない（後編） | 埼玉県川口市（磯魚料理 武）                    | 8本撮り                   |                            |                           |
| 第486回                   | 2024年10月29日            | 武将様劇場第二章開幕! | 東京都新宿区 （吉本興業東京本社）              | 8本撮り                   | 武将様（ミサイルマン岩部） |                           |
| 第487回                   | 2024年11月5日             | 武将様劇場第二幕「右か？左か？」 | 東京都新宿区 （吉本興業東京本社）              | 8本撮り                   | 武将様（ミサイルマン岩部） |                           |
| 第488回                   | 2024年11月12日            | 武将様劇場第三幕「出来る漢 出来ない漢」 | 東京都新宿区 （吉本興業東京本社）              | 8本撮り                   | 武将様（ミサイルマン岩部） |                           |
| 第489回                   | 2024年11月19日            | 武将様劇場完結編「冬の報せ」 | 東京都新宿区 （吉本興業東京本社）              | 8本撮り                   | 武将様（ミサイルマン岩部） |                           |
| 第490回                   | 2024年11月26日            | QUIZななまがり part4 | 東京都新宿区 （吉本興業東京本社）              | 8本撮り                   | ななまがり                 |                           |
| 第491回                   | 2024年12月3日             | QUIZななまがり part4 後半戦 | 東京都新宿区 （吉本興業東京本社）              | 8本撮り                   | ななまがり                 |                           |
| 第492回                   | 2024年12月10日            | 人気企画!「まだ予約の取れるレストランリサーチ」 | 東京都新宿区 （吉本興業東京本社）              | 8本撮り                   |                            |                           |
| 第493回                   | 2024年12月17日            | 第1回揚げ餅びしゃがけ選手権 | 東京都新宿区 （吉本興業東京本社）              | 8本撮り                   |                            |                           |
| 第494回                   | 2025年1月7日              | 番組12年目に突入!『北本市をぶらり』 | 埼玉県北本市（Green Essence、恋人は麻婆豆腐）  | 7本撮り                   |                            |                           |
| 第495回                   | 2025年1月14日             | 8年ぶりの熊谷市で『ノーカット28分完パケQUIZ!第4弾』 | 埼玉県熊谷市（万代書店熊谷店）                 | 7本撮り                   |                            |                           |
| 第496回                   | 2025年1月21日             | アラフォー千鳥が悲鳴を上げる…?! 1年半ぶりの『ガチンコ卓球対決』!                                                                                         | 埼玉県桶川市（ユージくんの卓球場）             | 7本撮り                   |                            |                           |
| 第497回                   | 2025年1月28日             | 卓球対決で勝利した大悟のご褒美企画!桶川市で『韓国手巻きパーティー』!                                                                                     | 埼玉県桶川市                                   | 7本撮り                   |                            |                           |
| 第498回                   | 2025年2月4日              | 物欲ゼロの千鳥が思わず目を輝かせる“逸品”に出会う! | 埼玉県上尾市（有限会社SPEC）                   | 7本撮り                   |                            |                           |
| 第499回                   | 2025年2月11日             | 大好評!第5弾 ノーカット28分完パケQUIZ! | 埼玉県さいたま市（株式会社日生企画）           | 7本撮り                   |                            |                           |
| 第500回                   | 2025年2月18日             | 祝!放送500回記念!“注文の組み立て”を楽しむ! | 埼玉県川口市（割烹 一楽）                      | 7本撮り                   |                            |                           |
| 第501回                   | 2025年2月25日             | いろはに千鳥ビギナーズプレイバック その(1)「伝説の#0」                                                                                                   |                                                |                           |                            |                           |
| 第502回                   | 2025年3月4日              | いろはに千鳥ビギナーズプレイバック その(2)「#393 第1回明太子びしゃがけ選手権」                                                                           |                                                |                           |                            |                           |
| 第503回                   | 2025年3月11日             | いろはに千鳥ビギナーズプレイバック その(3)「#443 こんなところで〇〇企画」                                                                                |                                                |                           |                            |                           |
| 第504回                   | 2025年3月18日             | いろはに千鳥ビギナーズプレイバック その(4)「#444 千鳥衝撃!激うま焼肉屋登場」                                                                             |                                                |                           |                            |                           |

| シーズン15（2025年4月～） | シーズン15（2025年4月～） | シーズン15（2025年4月～） | シーズン15（2025年4月～）         | シーズン15（2025年4月～） | シーズン15（2025年4月～） | シーズン15（2025年4月～） |
| 放送回                    | 放送日（テレ玉）          | タイトル | ロケ地                            | ロケ本数                  | DVD収録                   | ゲスト                    |
| ------------------------- | ------------------------- | --- | --------------------------------- | ------------------------- | ------------------------- | ------------------------- |
| 第505回                   | 2025年4月8日              | QUIZ滝音 | 東京都新宿区 （吉本興業東京本社） |                           |                           | 滝音                      |
| 第506回                   | 2025年4月15日             | さすけのツッコミを当てろ！ QUIZ滝音 後半戦                                                                                    | 東京都新宿区 （吉本興業東京本社） |                           |                           | 滝音                      |
| 第507回                   | 2025年4月22日             | RGのあるあるを当てろ！ QUIZあるあるRG Part3                                                                                   | 東京都新宿区 （吉本興業東京本社） |                           |                           | レイザーラモンRG          |
| 第508回                   | 2025年4月29日             | RGのあるあるを当てろ！ QUIZあるあるRG Part3 後半戦                                                                            | 東京都新宿区 （吉本興業東京本社） |                           |                           | レイザーラモンRG          |
| 第509回                   | 2025年5月6日              | 3年連続TVerアワード受賞記念！再生回数ランキング2024！                                                                         | 東京都新宿区 （吉本興業東京本社） |                           |                           |                           |
| 第510回                   | 2025年5月13日             | 大好評！芸人クイズ企画18弾 今回は吉本の若手のコント師のなかで再注目の超演技派コンビが登場！超無名、大抜擢のコンビとは・・・？ | 東京都新宿区 （吉本興業東京本社） |                           |                           |                           |
| 第511回                   | 2025年5月20日             | いろはにスタッフ推薦！ 若手演技派コント師として、 大抜擢された 「おミュータンツ」 千鳥どハマりのネタが続々登場…！？           | 東京都新宿区 （吉本興業東京本社） |                           |                           |                           |
| 第512回                   | 2025年5月27日             | まだ予約の取れるレストラン ネクストブレイク韓国飯                                                                             | 東京都豊島区（池袋 だんじ）       |                           |                           |                           |
| 第513回                   | 2025年6月3日              | 12年目特別企画 歴代グルメリアクションBEST10 11年間のロケの中で千鳥のリアクションが最も良かった絶品グルメを発表！              | 東京都新宿区 （吉本興業東京本社） |                           |                           |                           |
| 第514回                   | 2025年6月10日             | 11年を反省せよ！千鳥歴代失言集 BEST10！ シーズン1から行ってきた失言集の中から 最も酷かった失言をランキングで発表！            | 東京都新宿区 （吉本興業東京本社） |                           |                           |                           |
| 第515回                   | 2025年6月17日             | 11年を反省せよ！千鳥歴代失言集 BEST10 後半戦                                                                                  | 東京都新宿区 （吉本興業東京本社） |                           |                           |                           |
| 第516回                   | 2025年6月24日             | 12年目に向け反省せよ！千鳥失言集 BEST8                                                                                        | 東京都新宿区 （吉本興業東京本社） |                           |                           |                           |
| 第517回                   | 2025年7月1日              | 千鳥に食べさせたい！ガチ岩津めし                                                                                              | 東京都北区（東十条）              | 6本撮り                   |                           |                           |
| 第518回                   |                           | |                                   | 6本撮り                   |                           |                           |
| 第519回                   |                           | |                                   | 6本撮り                   |                           |                           |
| 第520回                   |                           | |                                   | 6本撮り                   |                           |                           |
| 第521回                   |                           | |                                   | 6本撮り                   |                           |                           |
| 第522回                   |                           | |                                   | 6本撮り                   |                           |                           |

| 特番              | 特番                                | 特番                                          | 特番                                  | 特番 |
| 放送日（テレ玉）  | タイトル                            | ロケ地                                        | DVD収録                               | ゲスト |
| ----------------- | ----------------------------------- | --------------------------------------------- | ------------------------------------- | --- |
| 2017年12月28日    | いろはに千鳥ファンクラブ            | 埼玉県さいたま市 （大宮ラクーンよしもと劇場） | 「た」「れ」「そ」 3巻同時購入特典DVD | 木村卓寛（天津） GAG少年楽団 徳井健太（平成ノブシコブシ） 向井慧（パンサー） ももいろクローバーZ                                                |
| 2019年1月2日20時  | いろはに千鳥ファンクラブ2018        | 埼玉県さいたま市 （プラザイースト・ホール）   | 「ら」「む」「う」 3巻同時購入特典DVD | 押見泰憲（犬の心） おたけ（ジャングルポケット） 木村卓寛（天津） GAG 佐藤健 徳井健太（平成ノブシコブシ） 武将様（ミサイルマン岩部）             |
| 2020年10月4日19時 | いろはに千鳥ファンクラブ オンライン | 埼玉県さいたま市 （さいたま市民会館おおみや） | 「け」「ふ」「こ」 3巻同時購入特典DVD | 佐藤健 スチャダラパー トータルテンボス 押見トランス（改名後） 徳井健太（平成ノブシコブシ） 武将様（ミサイルマン岩部） ゆっきー（キャン×キャン） |

## スタッフ
- ナレーション:小川暖奈（スパイク）（シーズン3から現在）
- 技術・編集:よしもとブロードエンタテインメント→現 よしもとブロードテック（旧トラッシュ）
- CAM:大尾庸介
- AUD:真霜美雪、山崎勝彦、谷口貴三男、野口正弘、山下陽介、土渕裕貴、森大樹（AUD担当者は収録日により交代）
- EED:牧原保（一時 離脱時期有り）
- MA:吉永茂生
- CG:白川誠也
- 音効:森山顕仁
- 広報:加島千里（以前はプロデューサー）、藤岡成彬
- 編成:越智俊貴、飯田裕子
- 衣装協力:セレクトウェア ダイマル、モリテーラー
- セールス:諸星和義、原田哲太朗、樗木芙美、皆川広輝
- AD:榛葉崇太・田中裕也・小島直人（吉本興業）
- AP:丸山俊輔、坂井直樹（吉本興業）
- ディレクター:岩崎陽介（吉本興業）
- 演出:岩津正洋[注釈 23]（吉本興業・以前は岩津匡洋と表記）
- プロデューサー:出口雅史（テレ玉、以前は編成）、馬場省吾（吉本興業）
- 製作著作:テレ玉、吉本興業

※吉本興業は、シーズン1では製作協力として参加

### 過去のスタッフ
- ナレーション:横澤夏子（シーズン1）、こやつタイム(おばけザウルス・シーズン2)
- 構成:松本真一、玉置高幸、嶋矢櫻
- 技術・編集：よしもとブロードエンタテインメント
- CAM:小菅裕晶、渡晴男
- EED:杉澤安奈
- AD:神山亮佑、佐々木将人、中平明日美、三原誠、数吉はるな、中村千尋、岡本将明、廣吉彩乃、長谷部光紀、大岩根優
- 広報:川本亞美、越智俊貴
- ディレクター:神野友里、小島志穂里、土田香織（以前はAD）、新谷洋介、五月女詠美（以前はAD）
- AP:伊知地麻美、小倉文
- プロデューサー:石川祥生・田中秀一・平野正美（テレ玉、平野→以前は広報）、真壁正彦、関和紀、近藤陽子

## 放送局・放送時刻・配信元

### テレ玉本放送（製作局最新回）
| 放送日時           | 放送期間                                              |
| ------------------ | ----------------------------------------------------- |
| 金曜 25:00 - 25:30 | 2014年1月10日 - 3月28日【シーズン1】                  |
| 火曜 23:00 - 23:30 | 2014年7月22日 - 9月30日【シーズン2】                  |
| 火曜 23:00 - 23:30 | 2014年11月4日 - 放送中（2024年時点）【シーズン3以降】 |

年末年始と年度末前後にそれぞれ1～2週程度、放送を休止している。
また例年7月に『都市対抗野球ダイジェスト』、10月に『秋季関東地区高校野球ダイジェスト〜ROAD TO センバツ〜』を当番組時間帯に編成していたため、23時30分以降への繰り下げまたは休止の場合があったが、『都市対抗野球ダイジェスト』は2023年をもって放送を終了、『秋季関東地区高校野球ダイジェスト』も火曜日分の放送時間を変更する対応が基本となっており、当番組が時間変更などの影響を受けることはほぼなくなっている。

### テレ玉再放送（字幕放送版）
| 放送日時           | 放送期間                              |
| ------------------ | ------------------------------------- |
| 土曜 6:00 - 6:30   | 2017年4月1日 - 2018年3月31日          |
| 水曜 25:00 - 25:30 | 2018年4月4日 - 2018年9月26日          |
| 土曜 11:00 - 11:30 | 2018年10月6日 - 2019年3月30日         |
| 月曜 14:00 - 14:30 | 2019年4月1日 - 2020年9月28日          |
| 日曜 13:00 - 13:30 | 2020年10月11日 - 放送中（2025年時点） |

本放送（最新回）よりおおよそ3年前後の遅れペースで再放送し、新たに字幕放送を付与している。各地の局の中にはこの再放送版（字幕放送付与版）を放送している局がある。

### その他の地上波
| 放送対象地域   | 放送局                               | 系列           | 放送日時 | 放送期間 | シーズン       | 備考                                                        |
| -------------- | ------------------------------------ | -------------- | --- | --- | -------------- | ----------------------------------------------------------- |
| 北海道         | 北海道放送（HBC）                    | TBS系列        | 日曜 24:56 - 25:26 | 2014年3月23日 - 6月8日 | シーズン1      | 第0回放送なし                                               |
| 北海道         | 北海道放送（HBC）                    | TBS系列        | 月曜 26:10 - 26:40 | 2014年10月28日 - 2015年1月12日 | シーズン2      |                                                             |
| 北海道         | 北海道放送（HBC）                    | TBS系列        | 月曜 26:10 - 26:40 | 2015年1月19日 - 7月6日 | シーズン3      |                                                             |
| 北海道         | テレビ北海道（TVh）                  | テレビ東京系列 | 月曜 25:00 - 25:30 木曜 25:00 - 25:30 | 2018年9月10日 - 2019年7月15日 | シーズン8      |                                                             |
| 北海道         | テレビ北海道（TVh）                  | テレビ東京系列 | 月曜 25:00 - 25:30 | 2019年7月22日 - 2020年6月1日 | シーズン9      |                                                             |
| 北海道         | テレビ北海道（TVh）                  | テレビ東京系列 | 月曜 25:00 - 25:30 | 2020年6月8日 - 2021年4月26日 | シーズン10     |                                                             |
| 北海道         | テレビ北海道（TVh）                  | テレビ東京系列 | 月曜 25:00 - 25:30 | 2021年5月3日 - 2022年5月2日 | シーズン11     |                                                             |
| 北海道         | テレビ北海道（TVh）                  | テレビ東京系列 | 月曜 25:00 - 25:30 | 2022年5月9日 - 2023年4月17日 | シーズン12     |                                                             |
| 北海道         | テレビ北海道（TVh）                  | テレビ東京系列 | 月曜 25:00 - 25:30 | 2023年5月1日 - 放送中（2024年時点） | シーズン13     |                                                             |
| 青森県         | 青森朝日放送（ABA）                  | テレビ朝日系列 | 不定期 | 2018年4月以降 | シーズン4      |                                                             |
| 岩手県         | テレビ岩手（TVI）                    | 日本テレビ系列 | 水曜 25:24 - 25:54 | 2018年10月3日 - 2019年8月7日 | シーズン8      | 第189回から放送開始、第228回にて打ち切り。                  |
| 岩手県         | IBC岩手放送                          | TBS系列        | 土曜 7:00 - 7:30 | 2021年10月2日 - 2022年4月16日 | シーズン10     | 第298回から放送開始。                                       |
| 岩手県         | IBC岩手放送                          | TBS系列        | 土曜 7:00 - 7:30 | 2022年4月23日 - 9月24日 | シーズン11     | 第353回にて打ち切り。                                       |
| 宮城県         | 東北放送（tbc）                      | TBS系列        | 日曜 25:25 - 25:55 | 2014年4月20日 - 7月20日 | シーズン1      | 第0回放送なし                                               |
| 宮城県         | 東北放送（tbc）                      | TBS系列        | 日曜 25:25 - 25:55 | 2014年10月12日 - 2015年3月8日 | シーズン2      | 放送のない週あり                                            |
| 宮城県         | 東北放送（tbc）                      | TBS系列        | 日曜 25:25 - 25:55 | 2015年3月15日 - 10月25日 | シーズン3      |                                                             |
| 宮城県         | 東北放送（tbc）                      | TBS系列        | 日曜 25:25 - 25:55 | 2015年11月8日 - 2017年1月15日 | シーズン4      |                                                             |
| 宮城県         | 東北放送（tbc）                      | TBS系列        | 日曜 25:25 - 25:55 | 2017年1月22日 - 2018年3月25日 | シーズン6      |                                                             |
| 宮城県         | 東北放送（tbc）                      | TBS系列        | 日曜 25:25 - 25:55 | 2018年4月1日 - 2019年3月 | シーズン7      |                                                             |
| 宮城県         | 東北放送（tbc）                      | TBS系列        | 日曜 25:25 - 25:55 | 2019年4月 - 2020年3月2日 | シーズン8      |                                                             |
| 宮城県         | 東北放送（tbc）                      | TBS系列        | 日曜 25:25 - 25:55 日曜 25:40 - 26:10 火曜 25:00 - 25:30                                                                                                | 2020年3月9日 - 2023年6月 2023年7月9日 - 10月1日 2023年10月3日 - 放送中（2024年時点）                                                                                         | シーズン9以降  |                                                             |
| 秋田県         | 秋田テレビ（AKT）                    | フジテレビ系列 | 不定期 | 2016年4月 - 5月 | シーズン4      | 一部回のみ単発放送。                                        |
| 秋田県         | 秋田放送（ABS）                      | 日本テレビ系列 | 木曜 25:24 - 25:54 | 2020年7月2日 - 2020年12月17日 | シーズン9      | 第260回から放送開始。                                       |
| 秋田県         | 秋田放送（ABS）                      | 日本テレビ系列 | 木曜 25:24 - 25:54 | 2021年1月7日 - 3月25日 | シーズン10     |                                                             |
| 秋田県         | 秋田放送（ABS）                      | 日本テレビ系列 | 金曜 24:30 - 24:59 | 2021年4月2日 - 10月15日 | シーズン10     |                                                             |
| 秋田県         | 秋田放送（ABS）                      | 日本テレビ系列 | 金曜 24:30 - 24:59 | 2021年10月22日 - 2022年8月26日 | シーズン11     |                                                             |
| 秋田県         | 秋田放送（ABS）                      | 日本テレビ系列 | 金曜 24:30 - 24:59 | 2022年9月2日 - 2023年6月23日 | シーズン12     |                                                             |
| 秋田県         | 秋田放送（ABS）                      | 日本テレビ系列 | 金曜 24:30 - 24:59 | 2023年6月30日 - 2024年3月29日 | シーズン13     |                                                             |
| 秋田県         | 秋田放送（ABS）                      | 日本テレビ系列 | 土曜 25:25 - 25:55 | 2024年4月6日 - 放送中（2024年時点） | シーズン13     |                                                             |
| 山形県         | 山形放送（YBC）                      | 日本テレビ系列 | 土曜 24:55 - 25:25 | 2018年5月27日 - 2019年5月 | シーズン7      |                                                             |
| 山形県         | 山形放送（YBC）                      | 日本テレビ系列 | 土曜 24:55 - 25:25 | 2018年5月26日 - 2019年5月 | シーズン8      |                                                             |
| 山形県         | 山形放送（YBC）                      | 日本テレビ系列 | 土曜 24:55 - 25:25 月曜 24:54 - 25:24 | 2019年5月 - 不明 不明 - 放送中（2024年時点） | シーズン9以降  |                                                             |
| 福島県         | 福島中央テレビ（FCT）                | 日本テレビ系列 | 土曜 25:05 - 25:35 | 2014年4月5日 - 6月14日 | シーズン1      |                                                             |
| 福島県         | 福島中央テレビ（FCT）                | 日本テレビ系列 | 土曜 25:05 - 25:35 | 2014年9月27日 - 12月6日 | シーズン2      |                                                             |
| 福島県         | 福島中央テレビ（FCT）                | 日本テレビ系列 | 土曜 25:10 - 25:40 | 2015年4月4日 - 9月12日 | シーズン3      |                                                             |
| 福島県         | 福島中央テレビ（FCT）                | 日本テレビ系列 | 土曜 25:10 - 25:40 | 2015年9月19日 - 2016年10月15日 | シーズン4      |                                                             |
| 福島県         | 福島中央テレビ（FCT）                | 日本テレビ系列 | 土曜 25:10 - 25:40 | 2016年10月22日 - 2017年10月7日 | シーズン6      |                                                             |
| 福島県         | 福島中央テレビ（FCT）                | 日本テレビ系列 | 土曜 25:10 - 25:40 | 2017年10月14日 - 2018年10月7日 | シーズン7      |                                                             |
| 福島県         | 福島中央テレビ（FCT）                | 日本テレビ系列 | 土曜 25:10 - 25:40 | 2018年10月13日 - 2019年10月5日 | シーズン8      |                                                             |
| 福島県         | 福島中央テレビ（FCT）                | 日本テレビ系列 | 土曜 25:10 - 25:40 | 2019年10月12日 - 2020年8月1日 | シーズン9      |                                                             |
| 福島県         | 福島中央テレビ（FCT）                | 日本テレビ系列 | 土曜 25:10 - 25:40 | 2020年8月8日 - 2021年6月19日 | シーズン10     |                                                             |
| 福島県         | 福島中央テレビ（FCT）                | 日本テレビ系列 | 土曜 25:10 - 25:40 | 2021年6月26日 - 2022年5月21日 | シーズン11     |                                                             |
| 福島県         | 福島中央テレビ（FCT）                | 日本テレビ系列 | 土曜 25:10 - 25:40 | 2022年5月28日 - 2023年4月29日 | シーズン12     |                                                             |
| 福島県         | 福島中央テレビ（FCT）                | 日本テレビ系列 | 土曜 25:10 - 25:40 | 2023年5月6日 - 放送中（2024年時点） | シーズン13     |                                                             |
| 群馬県         | 群馬テレビ（GTV）                    | 独立協         | 木曜 22:00 - 22:30 | 2019年4月4日 - 2020年1月16日 | シーズン8      | 第190回から放送開始。                                       |
| 群馬県         | 群馬テレビ（GTV）                    | 独立協         | 木曜 22:00 - 22:30 | 2020年1月23日 - 12月10日 | シーズン9      |                                                             |
| 群馬県         | 群馬テレビ（GTV）                    | 独立協         | 木曜 22:00 - 22:30 | 2020年12月17日 - 2021年10月14日 | シーズン10     |                                                             |
| 群馬県         | 群馬テレビ（GTV）                    | 独立協         | 木曜 22:00 - 22:30 | 2021年10月21日 - 2022年8月18日 | シーズン11     |                                                             |
| 群馬県         | 群馬テレビ（GTV）                    | 独立協         | 木曜 22:00 - 22:30 | 2022年8月25日 - 2023年6月15日 | シーズン12     |                                                             |
| 群馬県         | 群馬テレビ（GTV）                    | 独立協         | 木曜 22:00 - 22:30 | 2023年6月22日 - 放送中（2024年時点） | シーズン13     |                                                             |
| 栃木県         | とちぎテレビ（GYT）                  | 独立協         | 火曜 20:00 - 20:30 | 2022年4月5日 - 4月26日 | シーズン11     | 第369回から放送開始。                                       |
| 栃木県         | とちぎテレビ（GYT）                  | 独立協         | 火曜 20:00 - 20:30 | 2022年5月3日 - 2023年4月18日 | シーズン12     |                                                             |
| 栃木県         | とちぎテレビ（GYT）                  | 独立協         | 火曜 20:00 - 20:30 | 2023年4月25日 - 放送中（2024年時点） | シーズン13     |                                                             |
| 千葉県         | 千葉テレビ（CTC）                    | 独立協         | 水曜 23:00 - 23:30 | 2019年4月3日 - 6月12日 | シーズン1      | 第0回放送なし                                               |
| 千葉県         | 千葉テレビ（CTC）                    | 独立協         | 水曜 23:00 - 23:30 | 2019年6月19日 - 8月28日 | シーズン2      |                                                             |
| 千葉県         | 千葉テレビ（CTC）                    | 独立協         | 水曜 23:00 - 23:30 | 2019年9月4日 - 2020年2月5日 | シーズン3      |                                                             |
| 千葉県         | 千葉テレビ（CTC）                    | 独立協         | 水曜 23:00 - 23:30 | 2020年2月12日 - 12月30日 | シーズン4      |                                                             |
| 千葉県         | 千葉テレビ（CTC）                    | 独立協         | 水曜 23:00 - 23:30 | 2021年1月6日 - 3月24日 | シーズン6      |                                                             |
| 千葉県         | 千葉テレビ（CTC）                    | 独立協         | 月曜 22:00 - 22:30 | 2021年3月29日 - 12月6日 | シーズン6      |                                                             |
| 千葉県         | 千葉テレビ（CTC）                    | 独立協         | 月曜 22:00 - 22:30 | 2021年12月13日 - 2022年11月7日 | シーズン7      |                                                             |
| 千葉県         | 千葉テレビ（CTC）                    | 独立協         | 月曜 22:00 - 22:30 | 2022年11月14日 - 2023年3月27日 | シーズン8      |                                                             |
| 千葉県         | 千葉テレビ（CTC）                    | 独立協         | 木曜 22:00 - 22:30 | 2023年4月6日 - 10月5日 | シーズン8      |                                                             |
| 千葉県         | 千葉テレビ（CTC）                    | 独立協         | 木曜 22:00 - 22:30 | 2023年10月12日 - 放送中（2024年時点） | シーズン9      |                                                             |
| 東京都         | 東京メトロポリタンテレビジョン（MX） | 独立協         | 不定期 | 2017年12月29日 2019年1月5日 2020年12月31日 | ×              | MX2にて特番『いろはに千鳥ファンクラブ』を放送。             |
| 神奈川県       | テレビ神奈川（tvk）                  | 独立協         | 不定期 | 2014年11月25・26日 | シーズン1      | 第10・11回のみ単発放送                                      |
| 新潟県         | 新潟放送（BSN）                      | TBS系列        | 土曜 6:15 - 6:45 火曜 25:00 - 25:30 | 2019年7月6日 - 2020年3月29日 2020年4月8日 - 4月28日 | シーズン9      | 第241回から放送開始。                                       |
| 新潟県         | 新潟放送（BSN）                      | TBS系列        | 火曜 25:00 - 25:30 火曜 24:51 - 25:21 火曜 23:56 - 24:26 火曜 25:35 - 26:05 火曜 25:20 - 25:50 火曜 25:00 - 25:30 水曜 24:26 - 24:55 火曜 25:00 - 25:30 | 2020年5月5日 2020年5月12日 - 5月26日 2020年6月2日 - 6月30日 2020年7月7日 2020年7月14日 - 9月23日 2020年9月30日 - 2024年9月25日 2024年10月3日 - 2024年12月26日 2025年1月8日 - | シーズン10以降 | [ 注釈 30 ]                                                 |
| 長野県         | 信越放送（SBC）                      | TBS系列        | 月曜 25:30 - 26:00 | 2022年5月2日 - 9月5日 | シーズン11     | 第359回から放送開始。                                       |
| 長野県         | 信越放送（SBC）                      | TBS系列        | 月曜 25:30 - 26:00 | 2022年9月19日 - 9月27日 | シーズン12     |                                                             |
| 長野県         | 信越放送（SBC）                      | TBS系列        | 火曜 25:00 - 25:30 | 2022年10月4日 - 2023年3月28日 | シーズン12     |                                                             |
| 長野県         | 信越放送（SBC）                      | TBS系列        | 火曜 24:59 - 25:30 | 2023年4月4日 - 8月1日 | シーズン12     |                                                             |
| 長野県         | 信越放送（SBC）                      | TBS系列        | 火曜 24:59 - 25:30 | 2023年8月8日 - 9月26日 | シーズン13     |                                                             |
| 長野県         | 信越放送（SBC）                      | TBS系列        | 火曜 25:30 - 26:00 | 2023年10月3日 - 放送中（2024年時点） | シーズン13     |                                                             |
| 富山県         | チューリップテレビ（TUT）            | TBS系列        | 水曜 26:10 - 26:40 | 2019年1月30日 - 4月3日 | シーズン1      | 第0回放送なし                                               |
| 富山県         | チューリップテレビ（TUT）            | TBS系列        | 水曜 26:10 - 26:40 | 2019年4月10日 - 6月19日 | シーズン2      |                                                             |
| 富山県         | チューリップテレビ（TUT）            | TBS系列        | 水曜 26:10 - 26:40 | 2019年6月26日 - 11月27日 | シーズン3      |                                                             |
| 富山県         | チューリップテレビ（TUT）            | TBS系列        | 水曜 26:10 - 26:40 | 2019年12月4日 - | シーズン4以降  |                                                             |
| 石川県         | 石川テレビ（ITC）                    | フジテレビ系列 | 日曜 24:40 - 25:10 | 2014年7月6日 - 9月14日 | シーズン1      | 第0回放送なし                                               |
| 石川県         | 石川テレビ（ITC）                    | フジテレビ系列 | 日曜 24:40 - 25:10 | 2014年9月21日 - 11月30日 | シーズン2      |                                                             |
| 石川県         | 石川テレビ（ITC）                    | フジテレビ系列 | 金曜 25:32 - 26:02 | 2015年4月3日 - 10月25日 | シーズン3      | 第44回放送なし                                              |
| 石川県         | 石川テレビ（ITC）                    | フジテレビ系列 | 土曜 25:15 - 25:45 | 2017年10月7日 - 2018年10月12日 | シーズン7      | 2018年10月12日のみ金曜へ枠変更                              |
| 石川県         | 石川テレビ（ITC）                    | フジテレビ系列 | 金曜 26:18 - 26:46 | 2018年10月19日 - 2019年8月23日 | シーズン8      |                                                             |
| 石川県         | 石川テレビ（ITC）                    | フジテレビ系列 | 金曜 26:18 - 26:46 土曜 25:15 - 25:45 | 2019年8月30日 - 2020年4月3日 2020年4月18日 - 7月5日 | シーズン9      |                                                             |
| 石川県         | 北陸放送（MRO）                      | TBS系列        | 火曜 25:25 - 25:55 | 2024年4月2日 - 放送中（2024年時点） | シーズン13     | 第457回から放送開始。                                       |
| 静岡県         | 静岡第一テレビ（SDT）                | 日本テレビ系列 | 土曜 26:25 - 26:55 | 2019年4月6日 - 2020年2月15日 | シーズン8      |                                                             |
| 静岡県         | 静岡第一テレビ（SDT）                | 日本テレビ系列 | 土曜 25:55 - 26:25 | 2020年2月22日 - | シーズン9      |                                                             |
| 中京広域圏     | CBCテレビ                            | TBS系列        | 火曜 26:02 - 26:34 | 2019年4月2日 - 5月28日 | シーズン1      | 第0回放送なし                                               |
| 中京広域圏     | CBCテレビ                            | TBS系列        | 火曜 26:02 - 26:34 | 2019年6月4日 - 8月6日 | シーズン2      |                                                             |
| 中京広域圏     | CBCテレビ                            | TBS系列        | 火曜 26:02 - 26:34 | 2019年8月13日 - 2020年1月9日 | シーズン3      |                                                             |
| 中京広域圏     | CBCテレビ                            | TBS系列        | 火曜 25:59 - 26:30 | 2020年4月2日 - | シーズン4以降  |                                                             |
| 兵庫県         | サンテレビ（SUN）                    | 独立協         | 木曜 25:30 - 26:00 | 2015年1月8日 - 3月19日 | シーズン1      | 第0回放送なし                                               |
| 兵庫県         | サンテレビ（SUN）                    | 独立協         | 木曜 25:30 - 26:00 | 2015年3月26日 - 6月4日 | シーズン2      |                                                             |
| 兵庫県         | サンテレビ（SUN）                    | 独立協         | 木曜 25:30 - 26:00 | 2015年6月11日 - 6月25日 | シーズン3      |                                                             |
| 兵庫県         | サンテレビ（SUN）                    | 独立協         | 日曜 26:00 - 26:30 | 2015年7月5日 - 11月8日 | シーズン3      |                                                             |
| 兵庫県         | サンテレビ（SUN）                    | 独立協         | 日曜 26:00 - 26:30 | 2015年11月15日 - 2016年10月9日 | シーズン4      |                                                             |
| 兵庫県         | サンテレビ（SUN）                    | 独立協         | 日曜 26:00 - 26:30 | 2016年10月16日 - 2017年9月3日 | シーズン6      |                                                             |
| 兵庫県         | サンテレビ（SUN）                    | 独立協         | 日曜 26:00 - 26:30 | 2017年9月10日 - 2018年3月25日 | シーズン7      |                                                             |
| 兵庫県         | サンテレビ（SUN）                    | 独立協         | 火曜 23:30 - 24:00 | 2018年4月3日 - 8月14日 | シーズン7      |                                                             |
| 兵庫県         | サンテレビ（SUN）                    | 独立協         | 火曜 23:30 - 24:00 | 2018年8月21日 - 2019年7月9日 | シーズン8      | [ 注釈 31 ]                                                 |
| 兵庫県         | サンテレビ（SUN）                    | 独立協         | 火曜 23:30 - 24:00 | 2019年7月16日 - 9月24日 | シーズン9      | 第249回にて打ち切り。                                       |
| 京都府         | 京都放送（KBS）                      | 独立協         | 水曜 22:30 - 23:00 | 2019年1月9日 - 3月27日 | シーズン1      | 第0回放送なし                                               |
| 京都府         | 京都放送（KBS）                      | 独立協         | 水曜 22:30 - 23:00 | 2019年4月3日 - 6月12日 | シーズン2      |                                                             |
| 京都府         | 京都放送（KBS）                      | 独立協         | 水曜 22:30 - 23:00 | 2019年6月19日 - 9月25日 | シーズン3      |                                                             |
| 京都府         | 京都放送（KBS）                      | 独立協         | 水曜 23:00 - 23:30 | 2019年10月2日 - 11月6日 | シーズン3      |                                                             |
| 京都府         | 京都放送（KBS）                      | 独立協         | 水曜 23:00 - 23:30 | 2019年11月13日 - 2023年3月29日 | シーズン4以降  |                                                             |
| 京都府         | 京都放送（KBS）                      | 独立協         | 木曜 22:00 - 22:30 | 2023年4月6日 - 放送中（2024年時点） | 不明           |                                                             |
| 近畿広域圏     | 毎日放送（MBS）                      | TBS系列        | 不定期 | 2023年10月8日 - 放送中（2024年時点） | シーズン9以降  |                                                             |
| 鳥取県・島根県 | 日本海テレビ（NKT）                  | 日本テレビ系列 | 土曜 25:55 - 26:25 水曜 26:05 - 26:35 | 2018年9月1日 - 2019年1月12日 2019年1月16日 - 5月29日 | シーズン8      | 第198回から放送開始。                                       |
| 鳥取県・島根県 | 日本海テレビ（NKT）                  | 日本テレビ系列 | 火曜 26:05 - 26:35 | 2019年6月5日 - 2020年5月6日 | シーズン9      |                                                             |
| 鳥取県・島根県 | 日本海テレビ（NKT）                  | 日本テレビ系列 | 火曜 26:05 - 26:35 | 2020年5月13日 - | シーズン10以降 |                                                             |
| 広島県         | 中国放送（RCC）                      | TBS系列        | 火曜 24:55 - 25:25 | 2021年10月5日 - 12月7日 | シーズン1      | 第0回放送なし                                               |
| 広島県         | 中国放送（RCC）                      | TBS系列        | 火曜 24:55 - 25:25 | 2021年12月14日 - 2022年2月15日 | シーズン2      |                                                             |
| 広島県         | 中国放送（RCC）                      | TBS系列        | 火曜 24:55 - 25:25 | 2022年2月22日 - 9月13日 | シーズン10     | 第297回から放送。                                           |
| 広島県         | 中国放送（RCC）                      | TBS系列        | 火曜 24:55 - 25:25 | 2022年9月20日 - 2023年8月15日 | シーズン11     |                                                             |
| 広島県         | 中国放送（RCC）                      | TBS系列        | 火曜 24:55 - 25:25 | 2023年8月29日 - 放送中（2024年時点） | シーズン12     |                                                             |
| 山口県         | テレビ山口（tys）                    | TBS系列        | 日曜 25:20 - 25:50 | 2020年4月5日 - 6月7日 | シーズン1      | 第0回放送なし                                               |
| 山口県         | テレビ山口（tys）                    | TBS系列        | 日曜 25:20 - 25:50 木曜 23:56 - 24:26 | 2020年6月14日 - 6月28日 2020年7月2日 - 8月20日 | シーズン2      |                                                             |
| 山口県         | テレビ山口（tys）                    | TBS系列        | 木曜 23:56 - 24:26 | 2020年8月27日 - 2021年2月4日 | シーズン3      |                                                             |
| 山口県         | テレビ山口（tys）                    | TBS系列        | 木曜 23:56 - 24:26 | 2021年2月11日 - 9月30日 | シーズン4      | 第75回にて打ち切り。                                        |
| 香川県・岡山県 | 西日本放送（RNC）                    | 日本テレビ系列 | 月曜 25:59 - 26:29 | 2014年10月13日 - 12月22日 | シーズン1      | 第0回放送なし                                               |
| 香川県・岡山県 | 西日本放送（RNC）                    | 日本テレビ系列 | 月曜 25:59 - 26:29 | 2015年1月5日 - 3月16日 | シーズン2      |                                                             |
| 香川県・岡山県 | 西日本放送（RNC）                    | 日本テレビ系列 | 月曜 25:59 - 26:29 | 2015年3月23日 - 8月17日 | シーズン3      |                                                             |
| 香川県・岡山県 | 西日本放送（RNC）                    | 日本テレビ系列 | 月曜 25:59 - 26:29 | 2015年8月24日 - 2016年7月11日 | シーズン4      |                                                             |
| 香川県・岡山県 | 西日本放送（RNC）                    | 日本テレビ系列 | 月曜 25:59 - 26:29 | 2016年7月18日 - 2017年6月12日 | シーズン6      |                                                             |
| 香川県・岡山県 | 西日本放送（RNC）                    | 日本テレビ系列 | 月曜 25:59 - 26:29 | 2017年6月19日 - 2018年5月13日 | シーズン7      |                                                             |
| 香川県・岡山県 | 西日本放送（RNC）                    | 日本テレビ系列 | 月曜 25:59 - 26:29 | 2018年5月20日 - 2019年4月8日 | シーズン8      |                                                             |
| 香川県・岡山県 | 西日本放送（RNC）                    | 日本テレビ系列 | 月曜 25:59 - 26:29 | 2019年4月29日 - 9月23日 | シーズン9      |                                                             |
| 香川県・岡山県 | 西日本放送（RNC）                    | 日本テレビ系列 | 木曜 25:29 - 25:59 | 2019年10月3日 - 2020年4月16日 | シーズン9      |                                                             |
| 香川県・岡山県 | 西日本放送（RNC）                    | 日本テレビ系列 | 木曜 25:29 - 25:59 | 2020年4月23日 - 2021年4月15日 | シーズン10     |                                                             |
| 香川県・岡山県 | 西日本放送（RNC）                    | 日本テレビ系列 | 木曜 25:29 - 25:59 | 2021年4月29日 - 2022年5月5日 | シーズン11     |                                                             |
| 香川県・岡山県 | 西日本放送（RNC）                    | 日本テレビ系列 | 木曜 25:29 - 25:59 | 2022年5月12日 - 2023年3月30日 | シーズン12     |                                                             |
| 香川県・岡山県 | 西日本放送（RNC）                    | 日本テレビ系列 | 木曜 24:54 - 25:24 | 2023年4月6日 - 4月20日 | シーズン12     |                                                             |
| 香川県・岡山県 | 西日本放送（RNC）                    | 日本テレビ系列 | 木曜 24:54 - 25:24 | 2023年5月4日 - 放送中（2024年時点） | シーズン13     |                                                             |
| 愛媛県         | テレビ愛媛（EBC）                    | フジテレビ系列 | 金曜 26:10 - 26:40 | 2018年1月12日 - 2019年1月 | シーズン7      |                                                             |
| 高知県         | 高知さんさんテレビ（KSS）            | フジテレビ系列 | 不定期 | 不明 | シーズン9      |                                                             |
| 福岡県         | TVQ九州放送                          | テレビ東京系列 | 日曜 25:05 - 25:35 | 2018年4月1日 - 5月20日 | シーズン7      | 第181回から放送開始。                                       |
| 福岡県         | TVQ九州放送                          | テレビ東京系列 | 日曜 25:05 - 25:35 | 2018年5月27日 - 9月30日 | シーズン8      |                                                             |
| 福岡県         | TVQ九州放送                          | テレビ東京系列 | 日曜 12:25 - 12:55 月曜 26:45 - 27:15 | 2018年10月7日 - 12月23日 2019年1月14日 - 4月2日 | シーズン8      |                                                             |
| 福岡県         | TVQ九州放送                          | テレビ東京系列 | 月曜 26:30 - 27:00 | 2019年4月9日 - 5月21日 | シーズン8      |                                                             |
| 福岡県         | TVQ九州放送                          | テレビ東京系列 | 月曜 26:30 - 27:00 | 2019年6月18日 - 2020年3月23日 | シーズン9      |                                                             |
| 福岡県         | TVQ九州放送                          | テレビ東京系列 | 火曜 25:00 - 25:30 | 2020年3月31日 - 5月26日 | シーズン9      |                                                             |
| 福岡県         | TVQ九州放送                          | テレビ東京系列 | 火曜 25:00 - 25:30 | 2020年6月2日 - 2021年4月13日 | シーズン10     |                                                             |
| 福岡県         | TVQ九州放送                          | テレビ東京系列 | 火曜 25:00 - 25:30 | 2021年4月27日 - 2022年4月19日 | シーズン11     |                                                             |
| 福岡県         | TVQ九州放送                          | テレビ東京系列 | 火曜 25:00 - 25:30 | 2022年4月26日 - 2023年4月18日 | シーズン12     |                                                             |
| 福岡県         | TVQ九州放送                          | テレビ東京系列 | 火曜 25:00 - 25:30 | 2023年5月2日 - 放送中（2024年時点） | シーズン13     |                                                             |
| 長崎県         | 長崎放送（NBC）                      | TBS系列        | 月曜 24:55 - 25:25 | 2019年3月18日 - 7月15日 | シーズン8      | 第217回から放送開始。                                       |
| 長崎県         | 長崎放送（NBC）                      | TBS系列        | 月曜 24:55 - 25:25 | 2019年7月22日 - 2020年3月30日 | シーズン9      | 第272回にて打ち切り。                                       |
| 熊本県         | 熊本放送（RKK）                      | TBS系列        | 月曜 26:33 - 27:03 火〜金 15:00 - 15:30 | 2014年3月10日 - 3月31日 2014年4月8日 - 4月11日 2014年10月7日 - 10月10日 | シーズン1      |                                                             |
| 熊本県         | 熊本放送（RKK）                      | TBS系列        | 水曜 25:58 - 26:28 水曜 24:56 - 25:26 | 2019年10月16日 - 2020年4月8日 2020年4月15日 - 6月17日 | シーズン9      | 第251回から放送。 2020年5月のみ1時間繰り上げ2本立てで放送。 |
| 熊本県         | 熊本放送（RKK）                      | TBS系列        | 水曜 24:56 - 25:26 | 2020年6月24日 - | シーズン10以降 |                                                             |
| 大分県         | 大分放送（OBS）                      | TBS系列        | 水曜 13:55 - 14:25 | 2018年9月5日 - 2019年3月20日 | シーズン8      | 第190回から放送開始。                                       |
| 大分県         | 大分放送（OBS）                      | TBS系列        | 水曜 25:25 - 25:55 | 2018年4月10日 - 2019年8月 | シーズン8      |                                                             |
| 大分県         | 大分放送（OBS）                      | TBS系列        | 水曜 25:25 - 25:55 | 2019年9月 - 2020年8月26日 | シーズン9      |                                                             |
| 大分県         | 大分放送（OBS）                      | TBS系列        | 水曜 25:25 - 25:55 | 2020年9月2日 - 9月23日 | シーズン10     |                                                             |
| 大分県         | 大分放送（OBS）                      | TBS系列        | 日曜 25:20 - 25:50 | 2020年10月4日 - 2021年3月21日 | シーズン10     |                                                             |
| 大分県         | 大分放送（OBS）                      | TBS系列        | 日曜 24:50 - 25:20 | 2021年4月4日 - 10月17日 | シーズン10     |                                                             |
| 大分県         | 大分放送（OBS）                      | TBS系列        | 日曜 24:50 - 25:20 | 2021年11月7日 - 2022年10月16日 | シーズン11     |                                                             |
| 大分県         | 大分放送（OBS）                      | TBS系列        | 日曜 24:50 - 25:20 | 2022年10月23日 - 2023年9月17日 | シーズン12     |                                                             |
| 大分県         | 大分放送（OBS）                      | TBS系列        | 日曜 24:50 - 25:20 | 2023年9月24日 - 放送中（2024年時点） | シーズン13     |                                                             |
| 宮崎県         | 宮崎放送（mrt）                      | TBS系列        | 土曜 25:58 - 26:28 | 2020年5月2日 - 6月27日 | シーズン9      | 第275回から放送開始。                                       |
| 宮崎県         | 宮崎放送（mrt）                      | TBS系列        | 土曜 25:58 - 26:28 | 2020年7月4日 - 9月5日 | シーズン10     | 第294回にて打ち切り。                                       |
| 鹿児島県       | 鹿児島読売テレビ（KYT）              | 日本テレビ系列 | 木曜 24:59 - 25:29 | 2018年7月5日 - 2019年3月7日 | シーズン7      | 第153回から放送開始。                                       |
| 鹿児島県       | 鹿児島読売テレビ（KYT）              | 日本テレビ系列 | 木曜 24:59 - 25:29 | 2019年3月14日 - 9月29日 | シーズン8      | 第220回まで放送。                                           |
| 鹿児島県       | 鹿児島読売テレビ（KYT）              | 日本テレビ系列 | 木曜 24:59 - 25:29 | 2019年10月3日 - 2020年7月16日 | シーズン9      |                                                             |
| 鹿児島県       | 鹿児島読売テレビ（KYT）              | 日本テレビ系列 | 木曜 24:59 - 25:29 | 2020年7月30日 - 2021年6月3日 | シーズン10     |                                                             |
| 鹿児島県       | 鹿児島読売テレビ（KYT）              | 日本テレビ系列 | 木曜 24:59 - 25:29 | 2021年6月10日 - 2022年4月21日 | シーズン11     |                                                             |
| 鹿児島県       | 鹿児島読売テレビ（KYT）              | 日本テレビ系列 | 木曜 24:59 - 25:29 | 2022年4月28日 - 2023年4月20日 | シーズン12     |                                                             |
| 鹿児島県       | 鹿児島読売テレビ（KYT）              | 日本テレビ系列 | 木曜 24:59 - 25:29 | 2023年5月4日 - 放送中（2024年時点） | シーズン13     |                                                             |
| 沖縄県         | 琉球放送（RBC）                      | TBS系列        | 日曜 24:50 - 25:22 | 2021年4月4日 - 12月26日 | シーズン8      | 第198回から放送開始。                                       |
| 沖縄県         | 琉球放送（RBC）                      | TBS系列        | 火曜 13:55 - 14:25 | 2022年1月4日 - 1月25日 | シーズン8      |                                                             |
| 沖縄県         | 琉球放送（RBC）                      | TBS系列        | 火曜 13:55 - 14:25 | 2022年2月1日 - 9月20日 | シーズン9      | 第270回にて打ち切り。                                       |

### 全国放送
| メディア | 放送局              | 放送日時                                                 | 放送期間                                                                                          | シーズン      | 備考                |
| -------- | ------------------- | -------------------------------------------------------- | ------------------------------------------------------------------------------------------------- | ------------- | ------------------- |
| BS放送   | BSよしもと          | 木曜 18:30 - 19:00 水曜 21:00 - 21:30 水曜 20:00 - 20:30 | 2022年3月24日 - 2022年9月29日 2022年10月5日 - 2023年12月27日 2024年1月10日 - 放送中（2024年時点） | シーズン7以降 | 第153回から放送開始 |
| CS放送   | チャンネルNECO      | 不定期                                                   | 2019年1月14日 - 2022年1月23日                                                                     | シーズン1～3  |                     |
| IP放送   | ひかりTVチャンネル1 | 日曜 16:00 - 16:30                                       | 2015年10月1日 - 不明                                                                              | シーズン1以降 |                     |
| CATV     | J:COMテレビ         | 不明                                                     | 2023年1月1日 - 不明                                                                               | シーズン1以降 |                     |

### 配信元
- テレ玉オンデマンド
- 大阪チャンネル
- TVer・日テレ無料TADA! - テレ玉放送最新回を配信。エンディングテーマ並びにPV表示はカットされている。

など

## エンディングテーマ
- シーズン1：Giselle4 「BRAVE HEART」
- シーズン2、3（ - 第9回）：KIDS 「さよなら」
- シーズン3（第10回 - ）：Rev. from DVL 「REAL-リアル-」

## リリース作品

### DVD
- いろはに千鳥（い） （2015年1月14日、YRBJ-80001）
- いろはに千鳥（ろ） （2015年1月14日、YRBJ-80002）
- いろはに千鳥（は） （2015年1月14日、YRBJ-80003）
- いろはに千鳥（に） （2015年9月30日、YRBJ-80004）
- いろはに千鳥（ほ） （2015年9月30日、YRBJ-80005）
- いろはに千鳥（へ） （2015年9月30日、YRBJ-80006）
- いろはに千鳥（と） （2016年11月23日、YRBJ-80007）
- いろはに千鳥（ち） （2016年11月23日、YRBJ-80008）
- いろはに千鳥（り） （2016年11月23日、YRBJ-80009）
- いろはに千鳥（ぬ） （2017年5月31日、YRBJ-80010）
- いろはに千鳥（る） （2017年5月31日、YRBJ-80011）
- いろはに千鳥（を） （2017年5月31日、YRBJ-80012）
- いろはに千鳥（わ） （2017年11月22日、YRBJ-80013）
- いろはに千鳥（か） （2017年11月22日、YRBJ-80014）
- いろはに千鳥（よ） （2017年11月22日、YRBJ-80015）
- いろはに千鳥（た） （2018年5月16日、YRBJ-80019）
- いろはに千鳥（れ） （2018年5月16日、YRBJ-80020）
- いろはに千鳥（そ） （2018年5月16日、YRBJ-80021）
- いろはに千鳥（つ） （2018年12月5日、YRBJ-80022）
- いろはに千鳥（ね） （2018年12月5日、YRBJ-80023）
- いろはに千鳥（な） （2018年12月5日、YRBJ-80024）
- いろはに千鳥（ら） （2019年5月15日、YRBJ-80025）
- いろはに千鳥（む） （2019年5月15日、YRBJ-80026）
- いろはに千鳥（う） （2019年5月15日、YRBJ-80027）
- いろはに千鳥（ゐ） （2020年2月19日、YRBJ-80028）
- いろはに千鳥（の） （2020年2月19日、YRBJ-80029）
- いろはに千鳥（お） （2020年2月19日、YRBJ-80030）
- いろはに千鳥（く） （2020年9月23日、YRBJ-80034）
- いろはに千鳥（や） （2020年9月23日、YRBJ-80035）
- いろはに千鳥（ま） （2020年9月23日、YRBJ-80036）
- いろはに千鳥（け） （2021年2月17日、YRBJ-80037）
- いろはに千鳥（ふ） （2021年2月17日、YRBJ-80038）
- いろはに千鳥（こ） （2021年2月17日、YRBJ-80039）
- いろはに千鳥（え） （2021年9月8日、YRBJ-80040）
- いろはに千鳥（て） （2021年9月8日、YRBJ-80041）
- いろはに千鳥（あ） （2021年9月8日、YRBJ-80042）
- いろはに千鳥（さ） （2022年2月23日、YRBJ-80043）
- いろはに千鳥（き） （2022年2月23日、YRBJ-80044）
- いろはに千鳥（ゆ） （2022年2月23日、YRBJ-80045）
- いろはに千鳥（め） （2022年9月7日、YRBJ-80046）
- いろはに千鳥（み） （2022年9月7日、YRBJ-80047）
- いろはに千鳥（し） （2022年9月7日、YRBJ-80048）
- いろはに千鳥（ゑ） （2023年2月22日、YRBJ-80049）
- いろはに千鳥（ひ） （2023年2月22日、YRBJ-80050）
- いろはに千鳥（も） （2023年2月22日、YRBJ-80051）
- いろはに千鳥（せ） （2023年9月20日、YRBJ-80052）
- いろはに千鳥（す） （2023年9月20日、YRBJ-80053）
- いろはに千鳥（ん） （2023年9月20日、YRBJ-80054）
- いろはに千鳥（イ） （2024年2月21日、YRBJ-80055）
- いろはに千鳥（ロ） （2024年2月21日、YRBJ-80056）
- いろはに千鳥（ハ） （2024年2月21日、YRBJ-80057）
- いろはに千鳥（ニ） （2024年9月25日、YRBJ-80060）
- いろはに千鳥（ホ） （2024年9月25日、YRBJ-80061）
- いろはに千鳥（ヘ） （2024年9月25日、YRBJ-80062）
- いろはに千鳥（ト） （2025年3月19日、YRBJ-80065）
- いろはに千鳥（チ） （2025年3月19日、YRBJ-80066）
- いろはに千鳥（リ） （2025年3月19日、YRBJ-80067）
- いろはに千鳥（ヌ） （2025年9月24日予定、YRBJ-80070）
- いろはに千鳥（ル） （2025年9月24日予定、YRBJ-80071）
- いろはに千鳥（ヲ） （2025年9月24日予定、YRBJ-80072）

### その他
- いろはにカルタ（2016年12月23日 先行発売、2017年1月 一般発売）
- 8本撮り上等!Tシャツ - サイズ：S、M、L、XL
- マフラータオル
- クリアファイル
- 千鳥飛脚パーカー - サイズ：S、M、L、XL
- アクリルスタンド
- アクリルキーホルダー - 種類：ノブver、大悟ver
- クリアボトル - カラー：青、赤
- トートバッグ
- マグカップ
- 千鳥飛脚Tシャツ - サイズ：S、M、L、XL
- るるぶ いろはに千鳥（2021年9月28日）

## 公開収録イベント
- いろはに千鳥ファンクラブ2018（2018年12月8日、会場：埼玉県内）

## 特別番組
- いろはに千鳥ファンクラブ（2017年12月28日19時-19時55分）
KBS京都、東京MX、サンテレビでも放送。